# 2017年二十國集團漢堡峰會

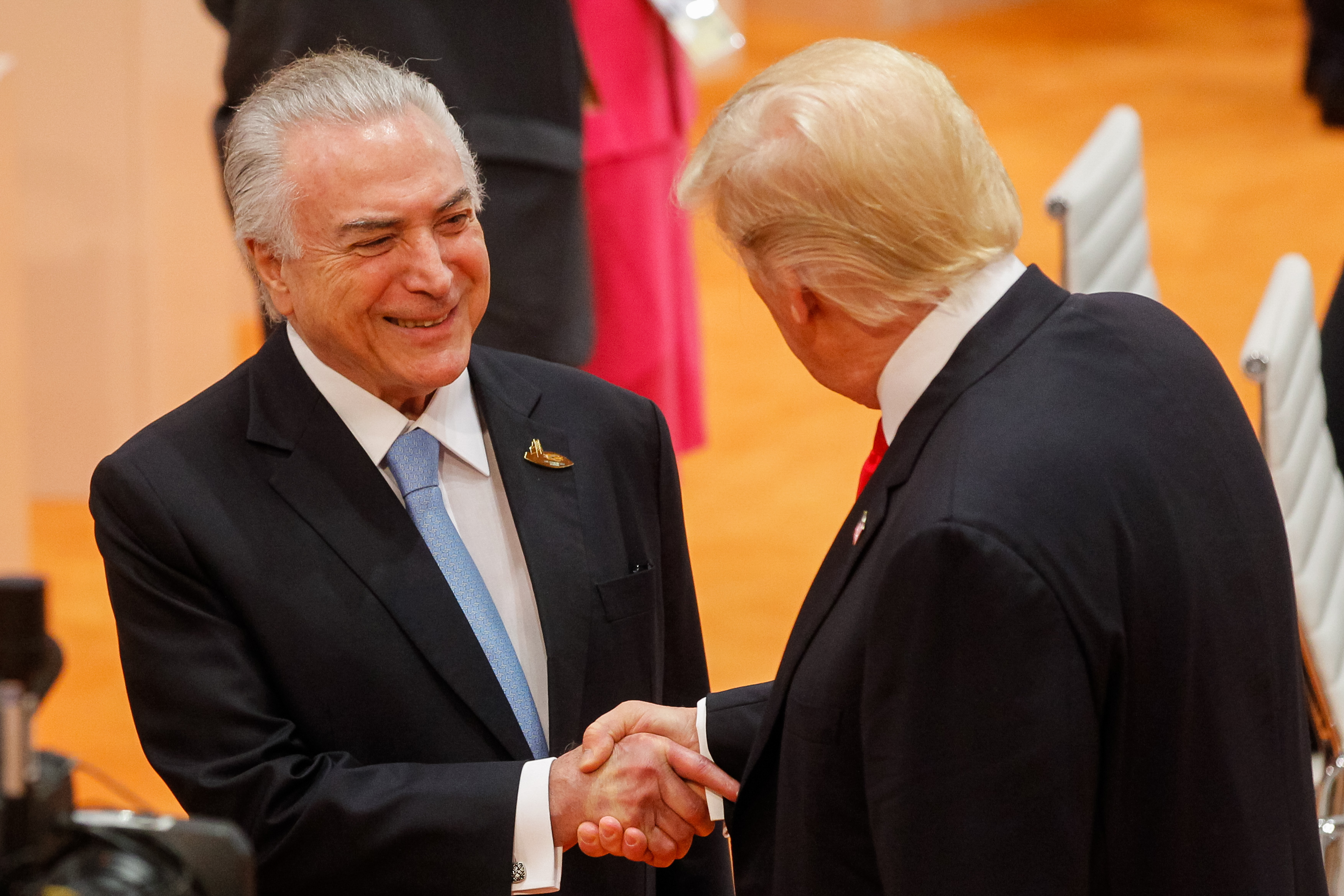
7月8日，巴西总统米歇尔·特梅尔在此次峰会会见美国总统唐纳德·特朗普

2017年二十國集團漢堡峰會（英語：2017 G20 Hamburg summit）是20國集團的第12次高峰會，於2017年7月7日到7月8日在德國漢堡的漢堡國際會展中心舉行。

## 與會領袖

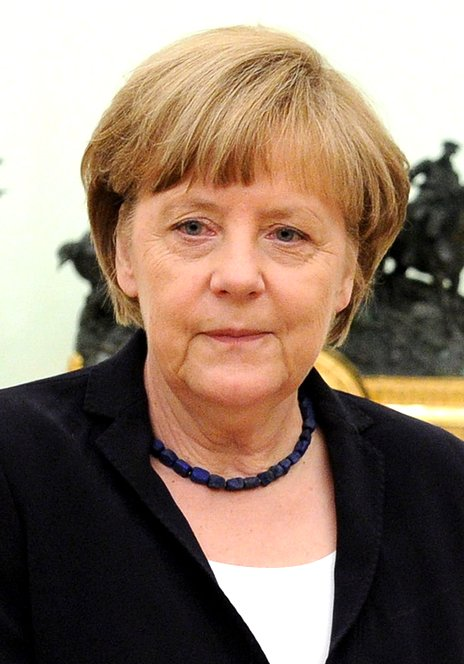
德国 （主辦國） 安格拉·默克爾
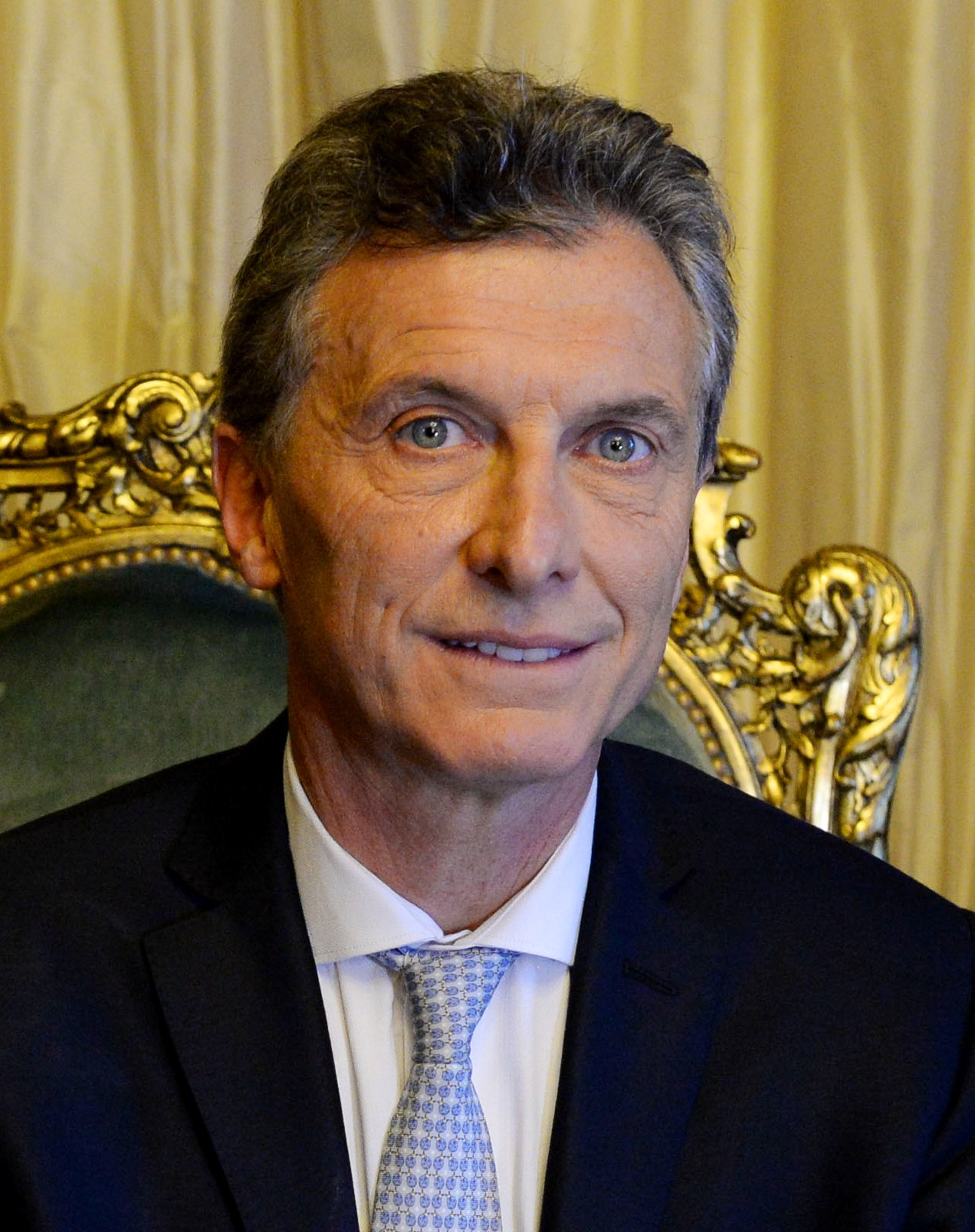
阿根廷 毛里西奧·馬克里
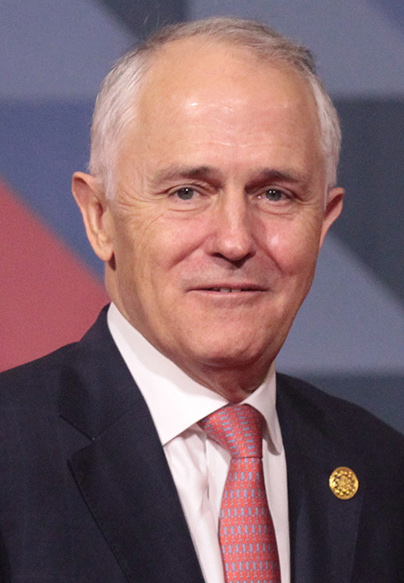
麥肯·滕博爾
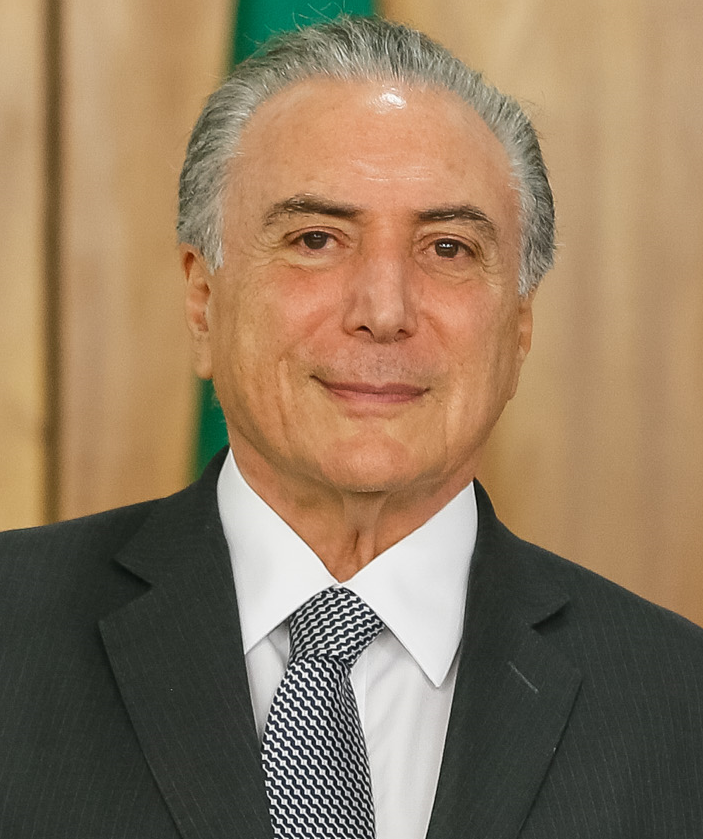
巴西 米歇爾·特梅爾
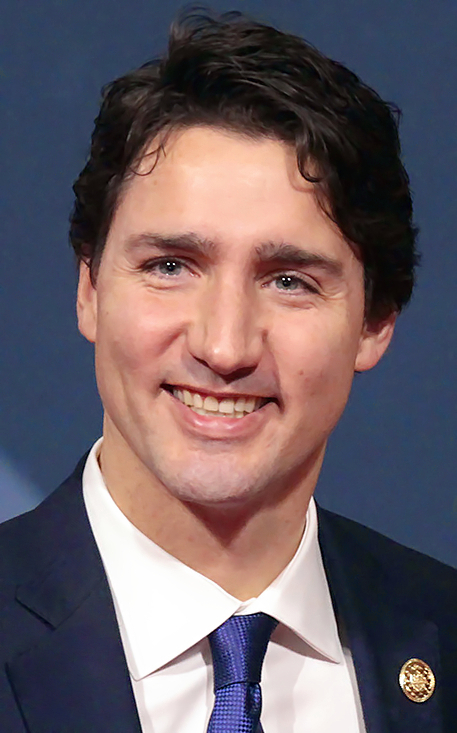
加拿大 賈斯汀·杜魯多
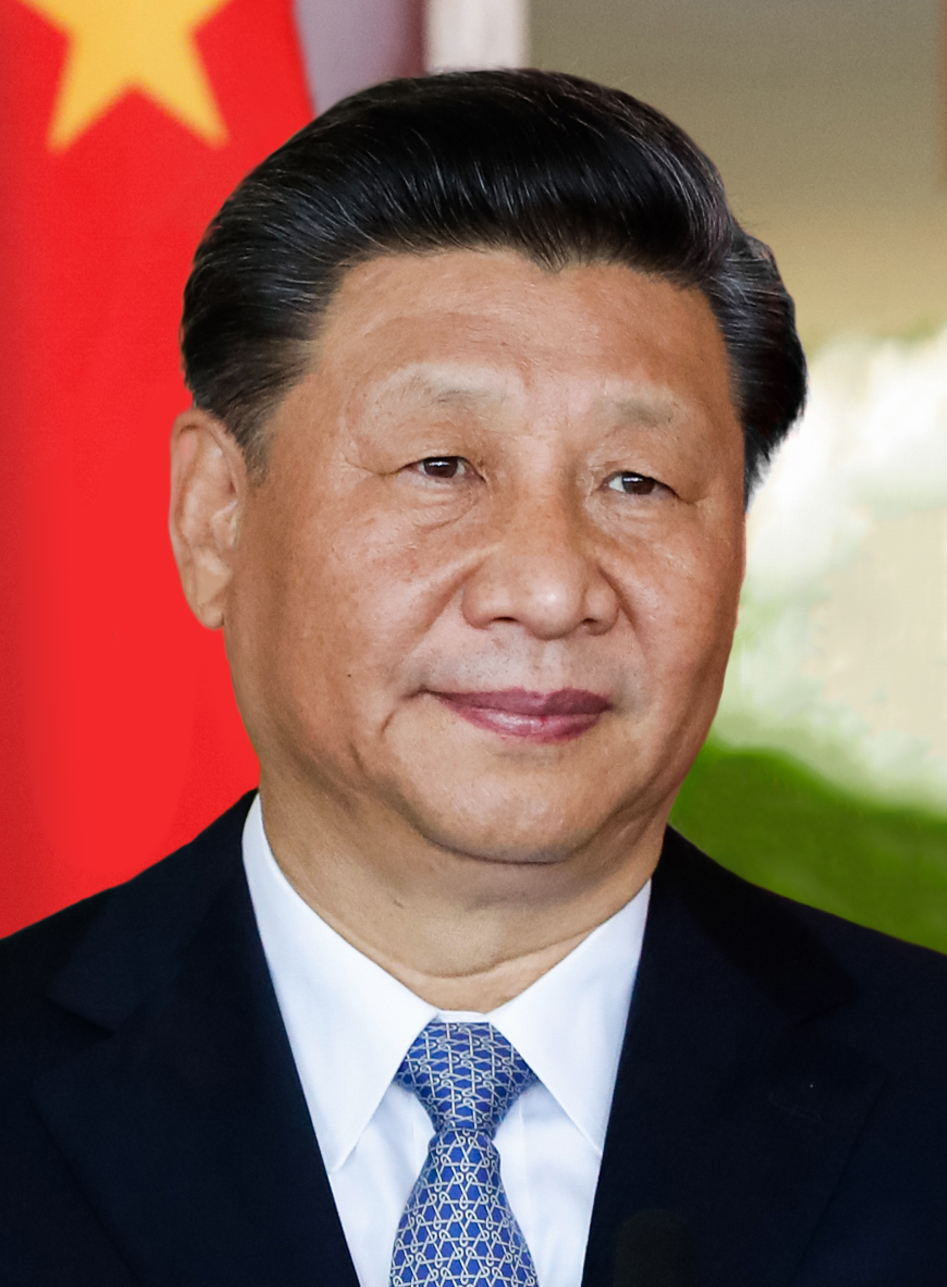
中华人民共和国 习近平
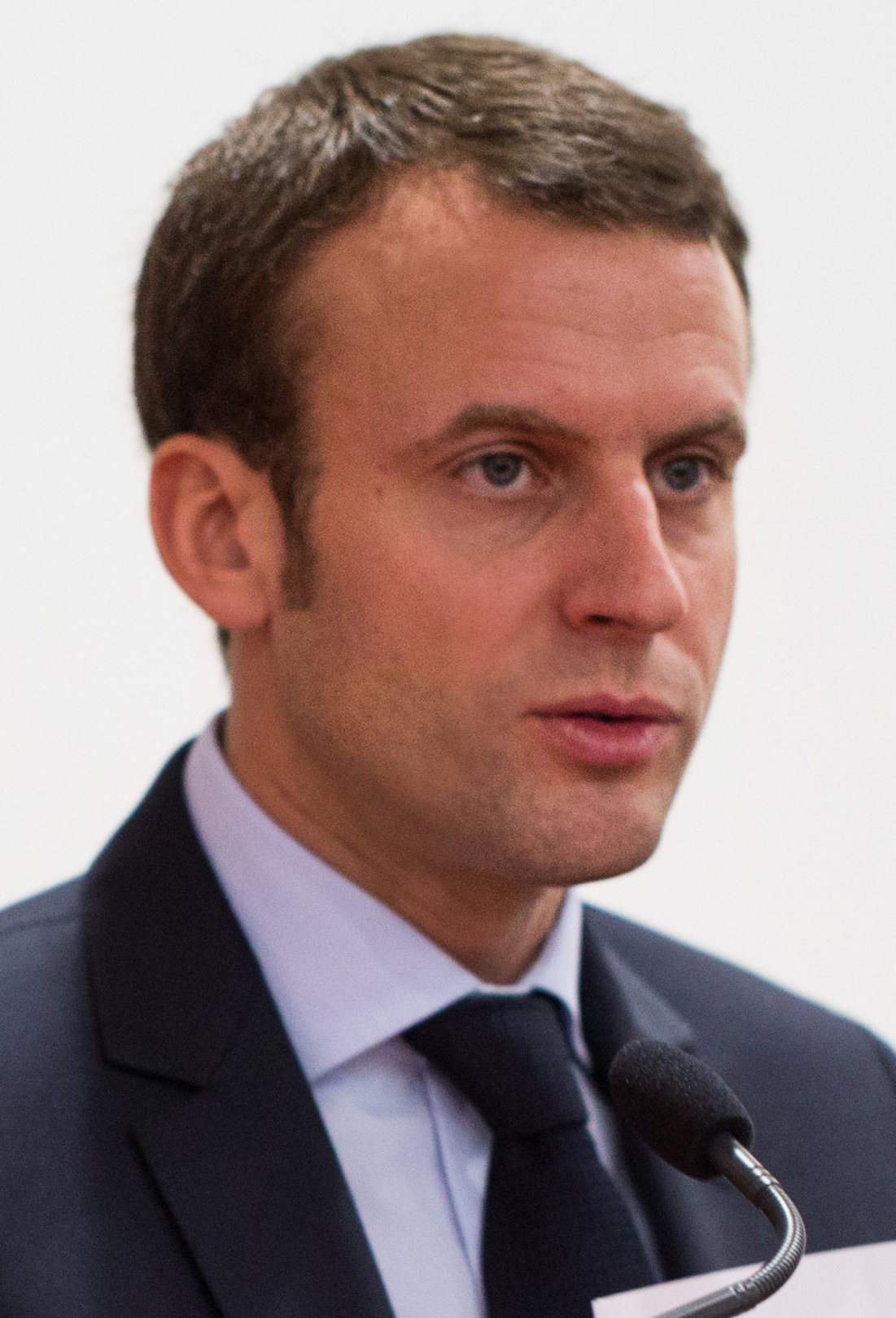
法國 埃瑪紐耶爾·馬克宏
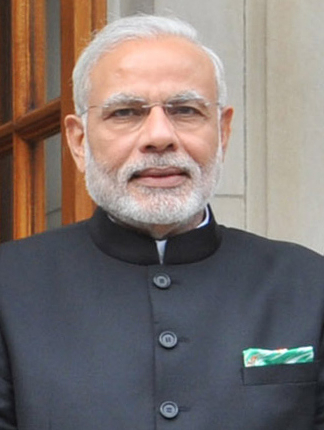
印度 纳伦德拉·莫迪
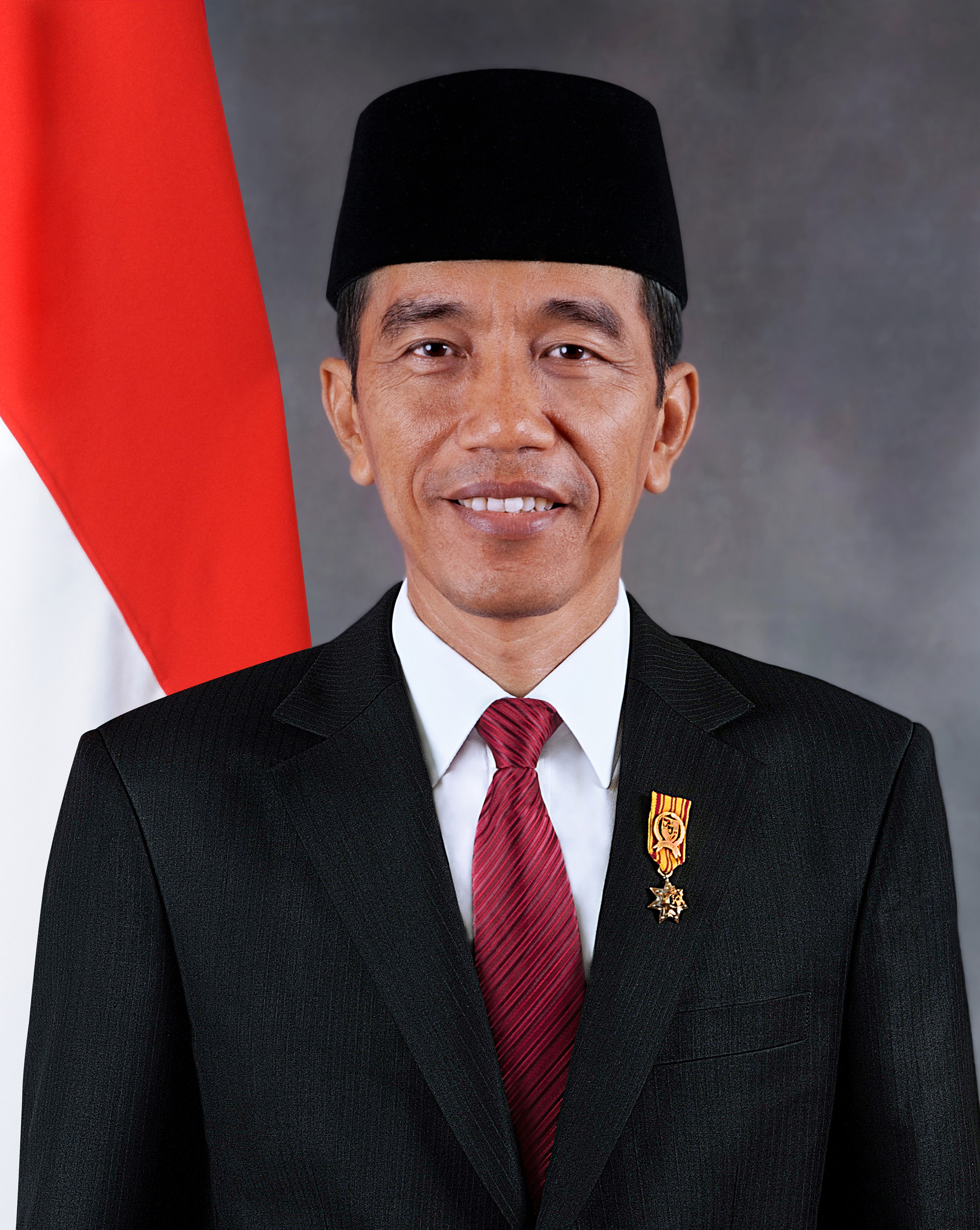
印度尼西亞 佐科·維多多
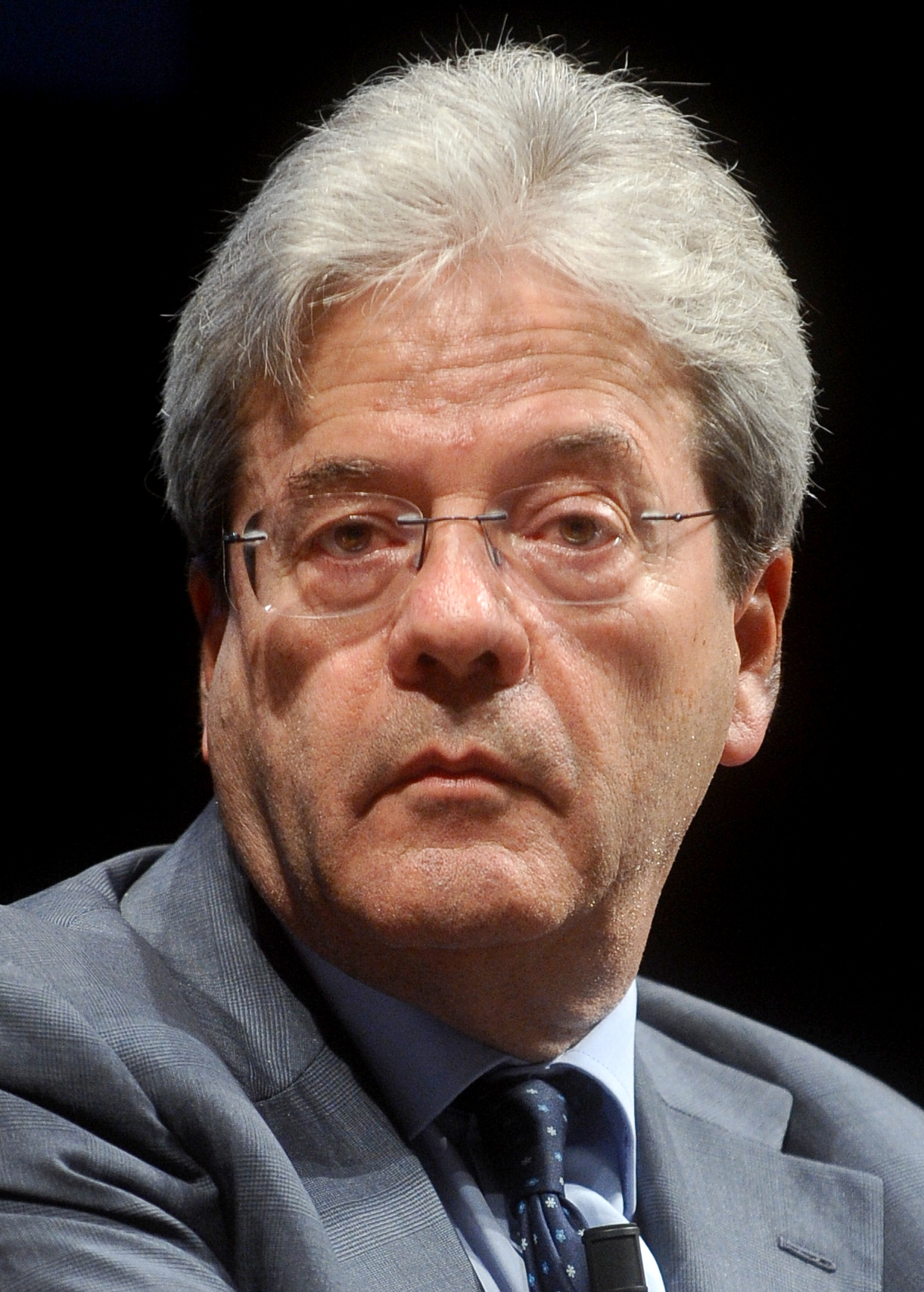
義大利 保羅·真蒂洛尼
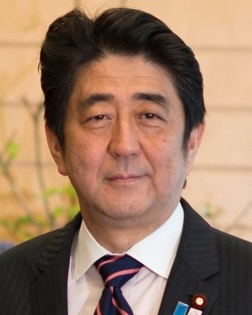
日本 安倍晋三
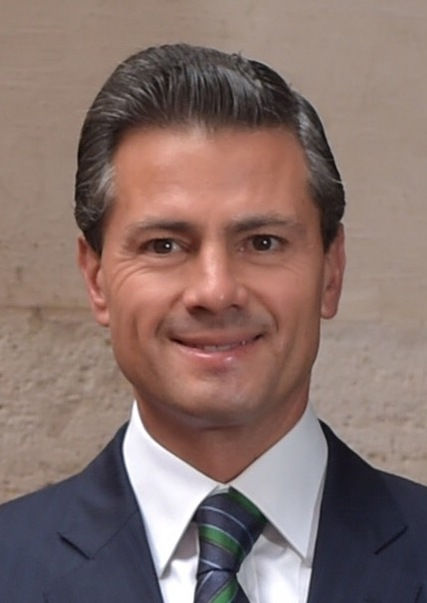
墨西哥 恩里克·培尼亚·涅托
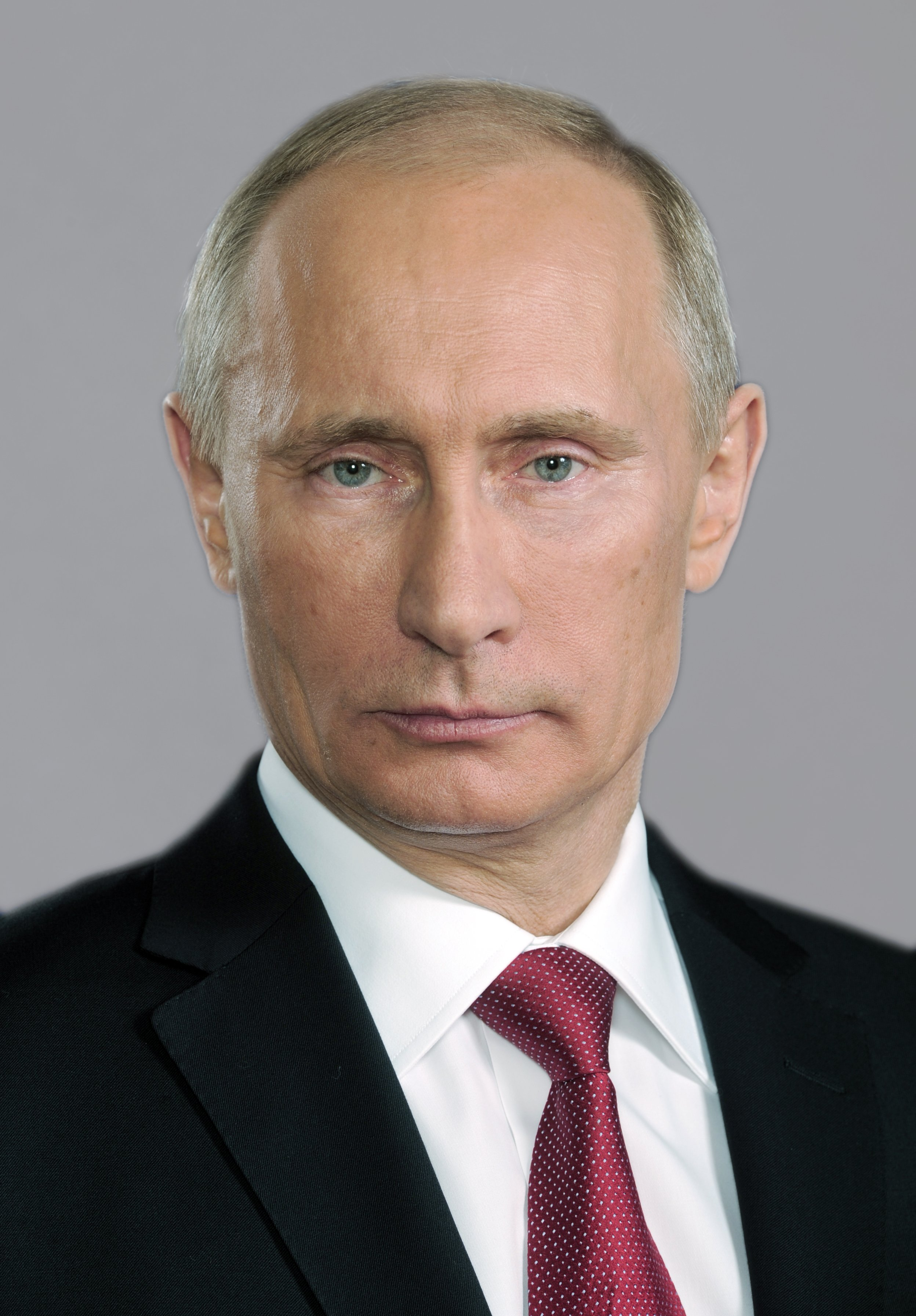
俄羅斯 弗拉基米尔·弗拉基米罗维奇·普京
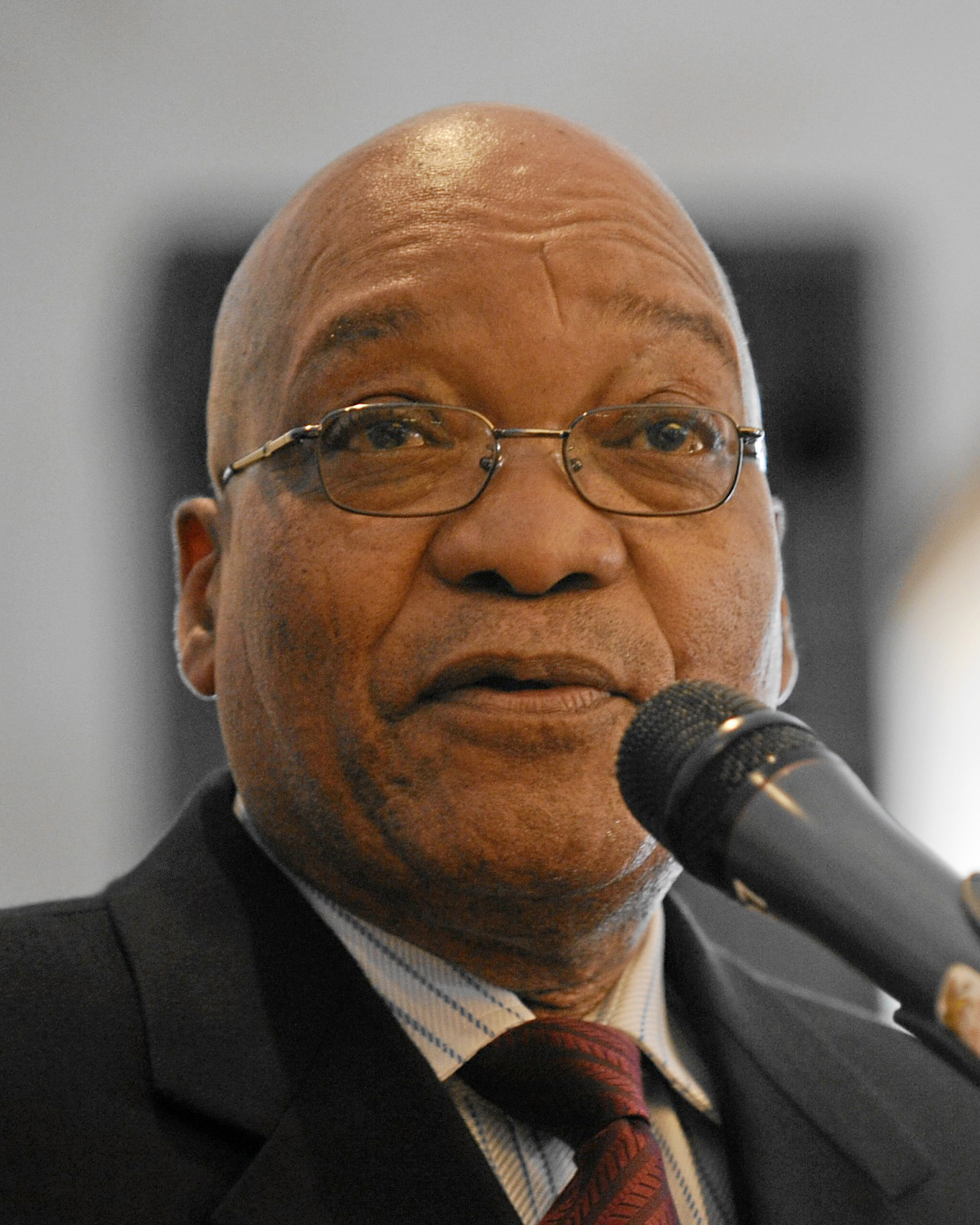
南非 雅各布·祖玛
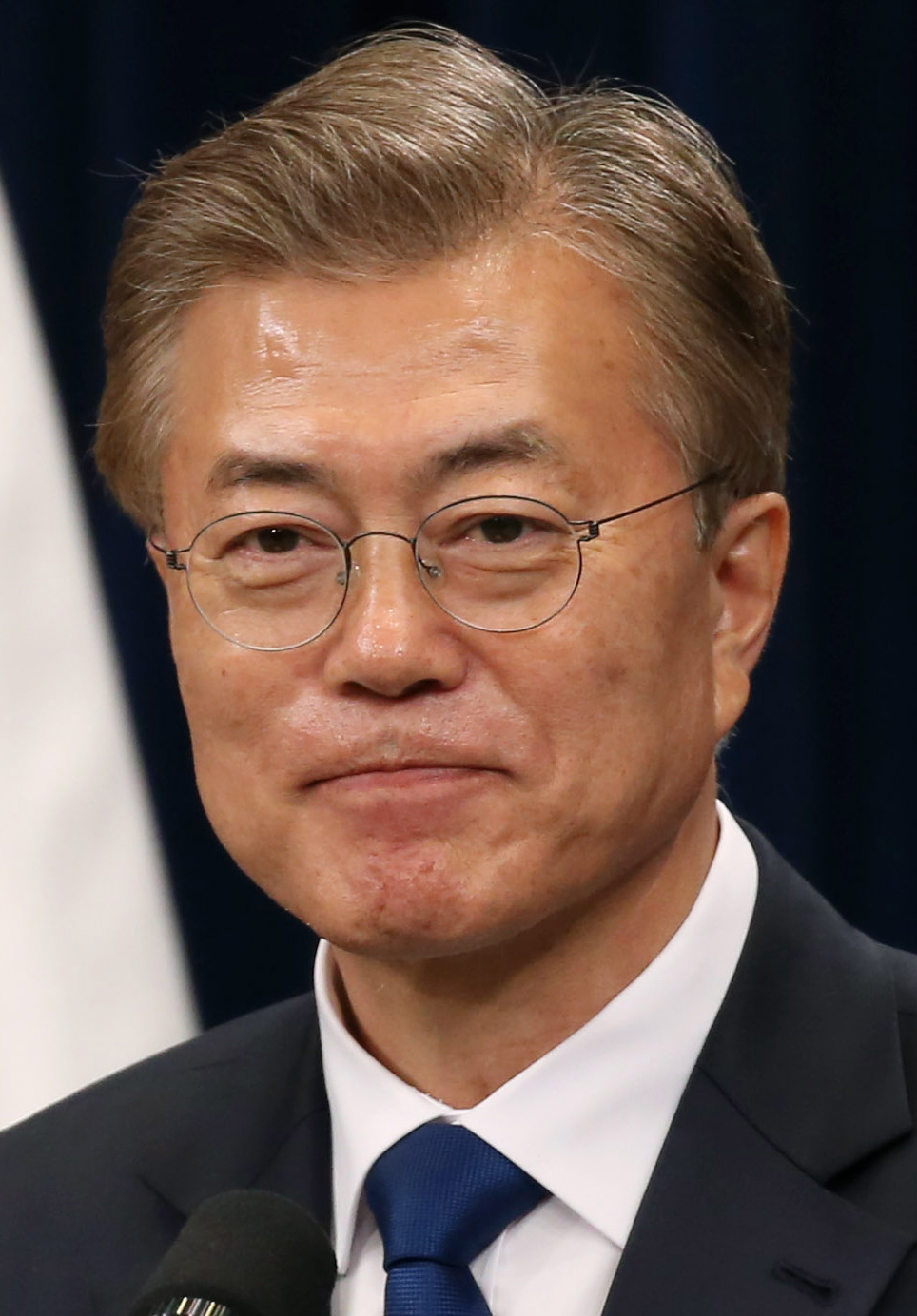
大韓民國 文在寅
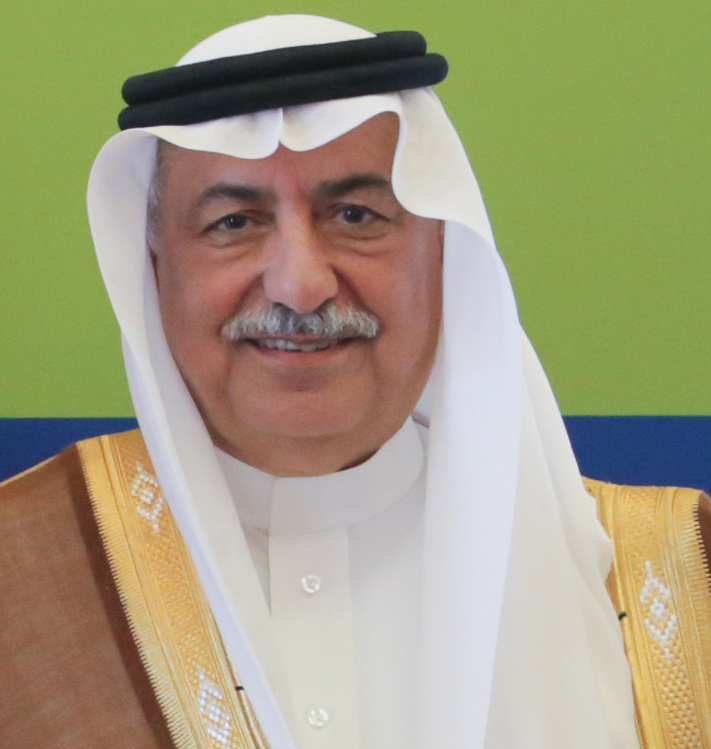
沙烏地阿拉伯 易卜拉欣·阿卜杜勒阿齐兹·阿萨夫（阿拉伯语：إبراهيم العساف）
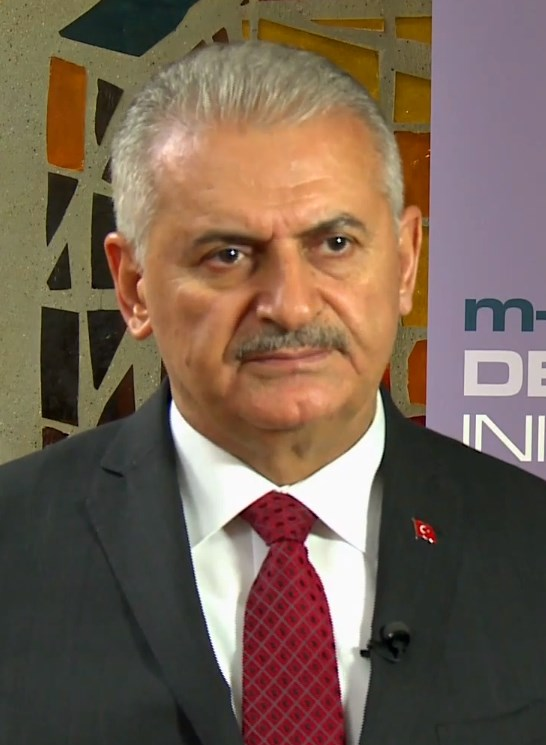
土耳其 比纳利·耶伊尔德勒姆
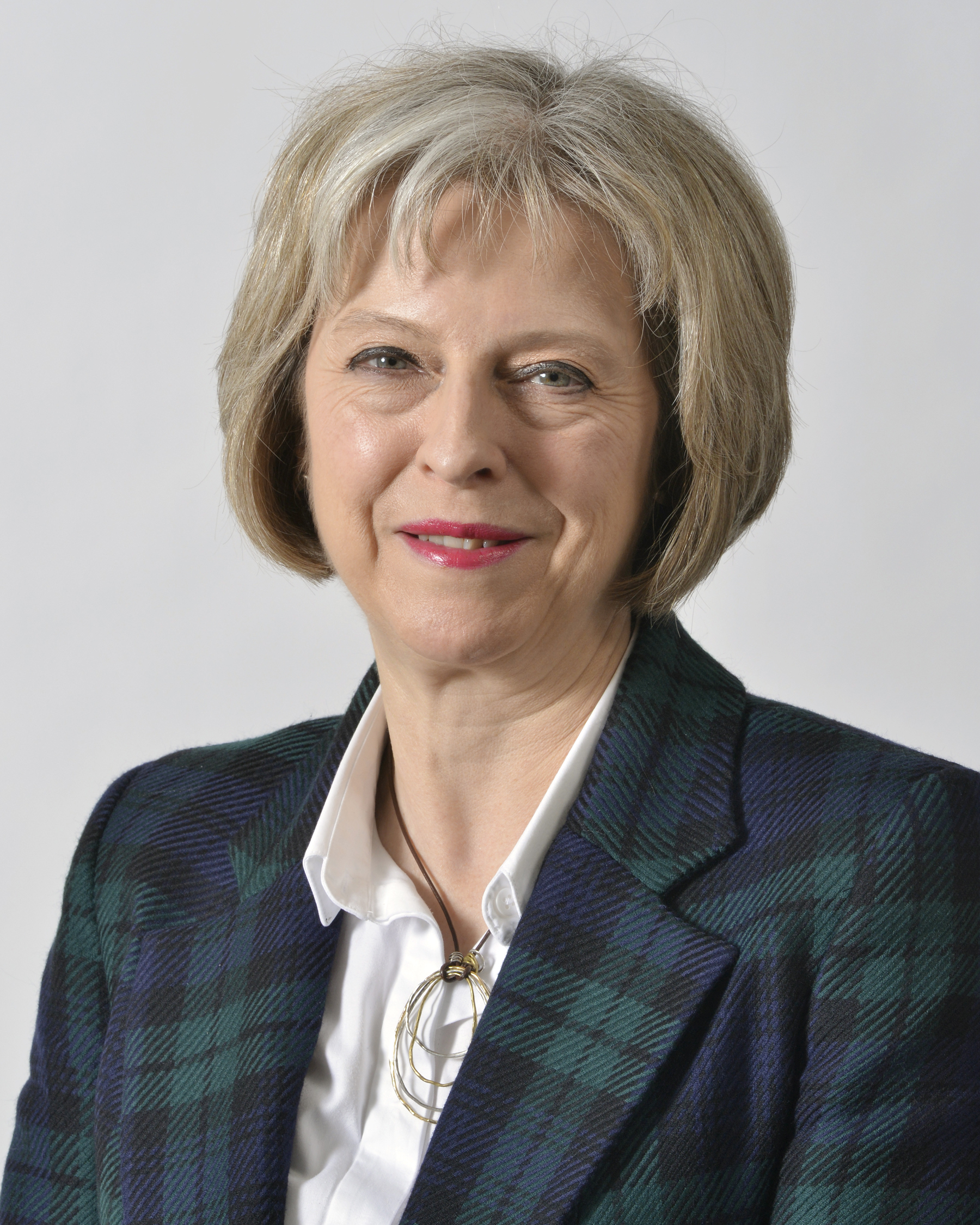
英国 文翠珊
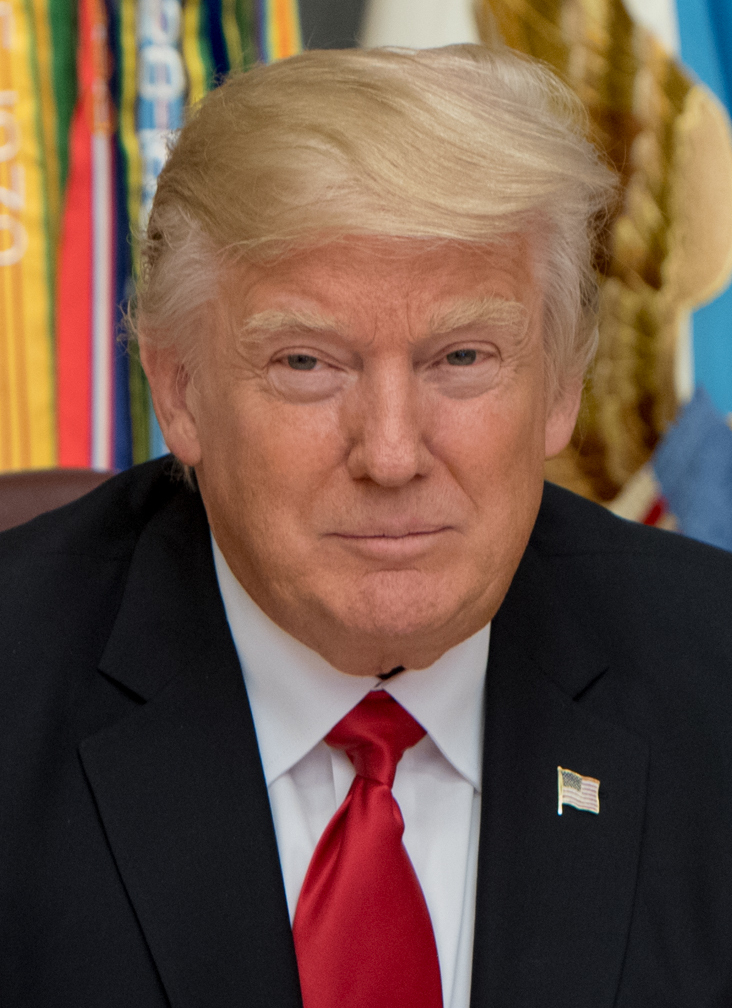
美国 唐纳德·特朗普
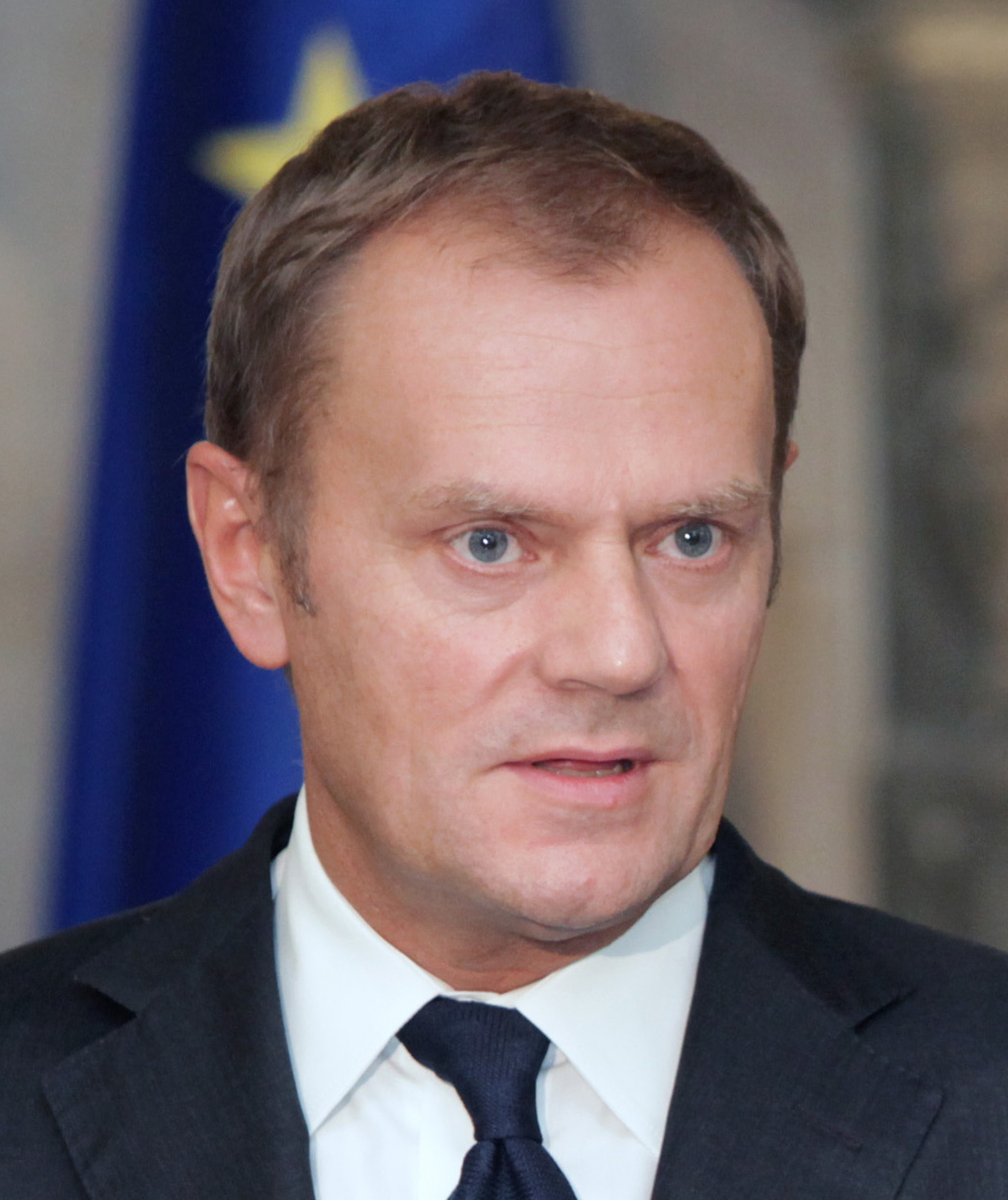
欧盟 唐納德·圖斯克
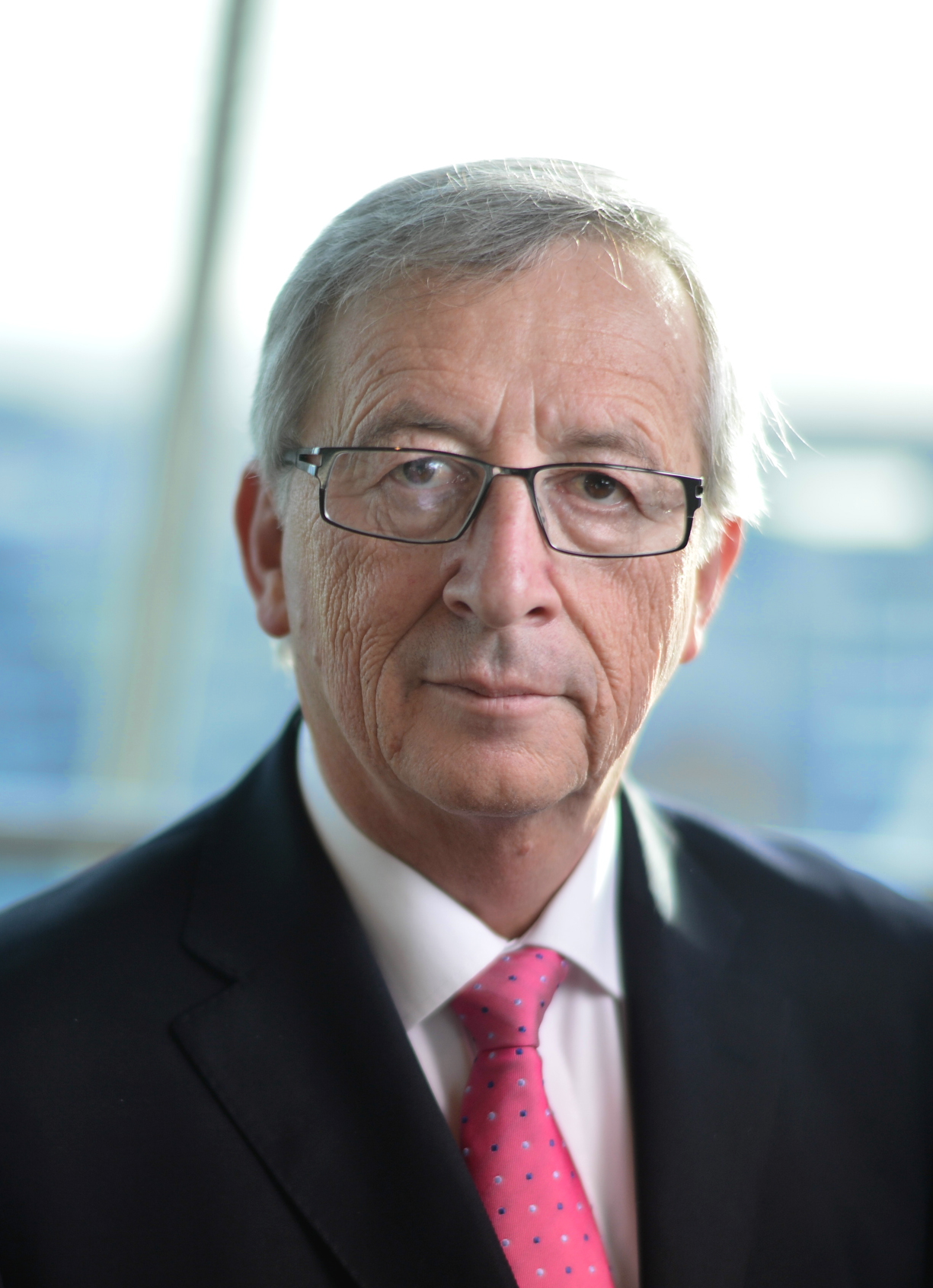
欧盟 尚-克勞德·榮克

沙特国王萨勒曼决定取消与会，并派国务大臣阿萨夫与会，并未说明原因。

### 嘉賓國領導人

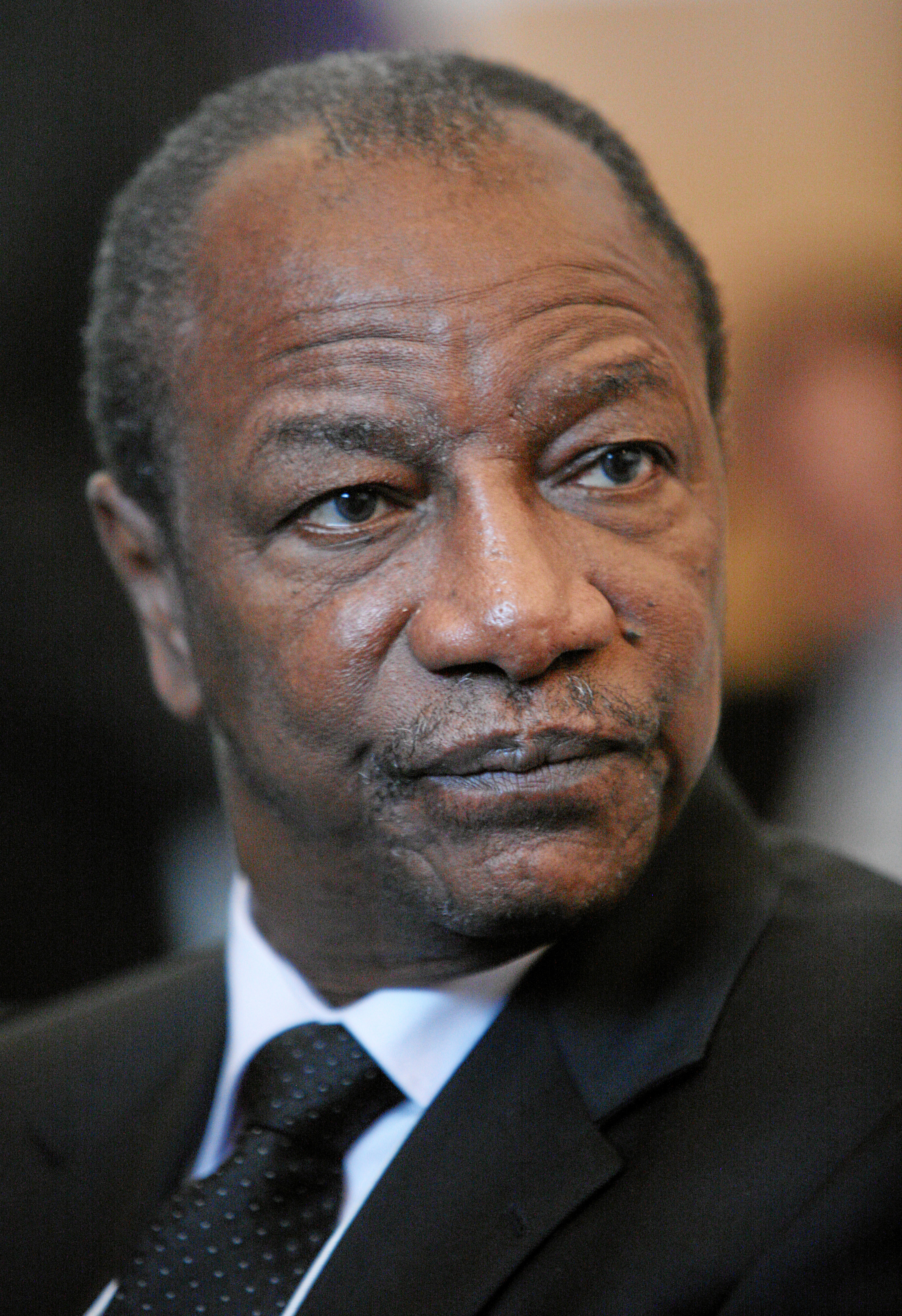
GIN 非洲联盟轮值主席国阿爾法·孔戴
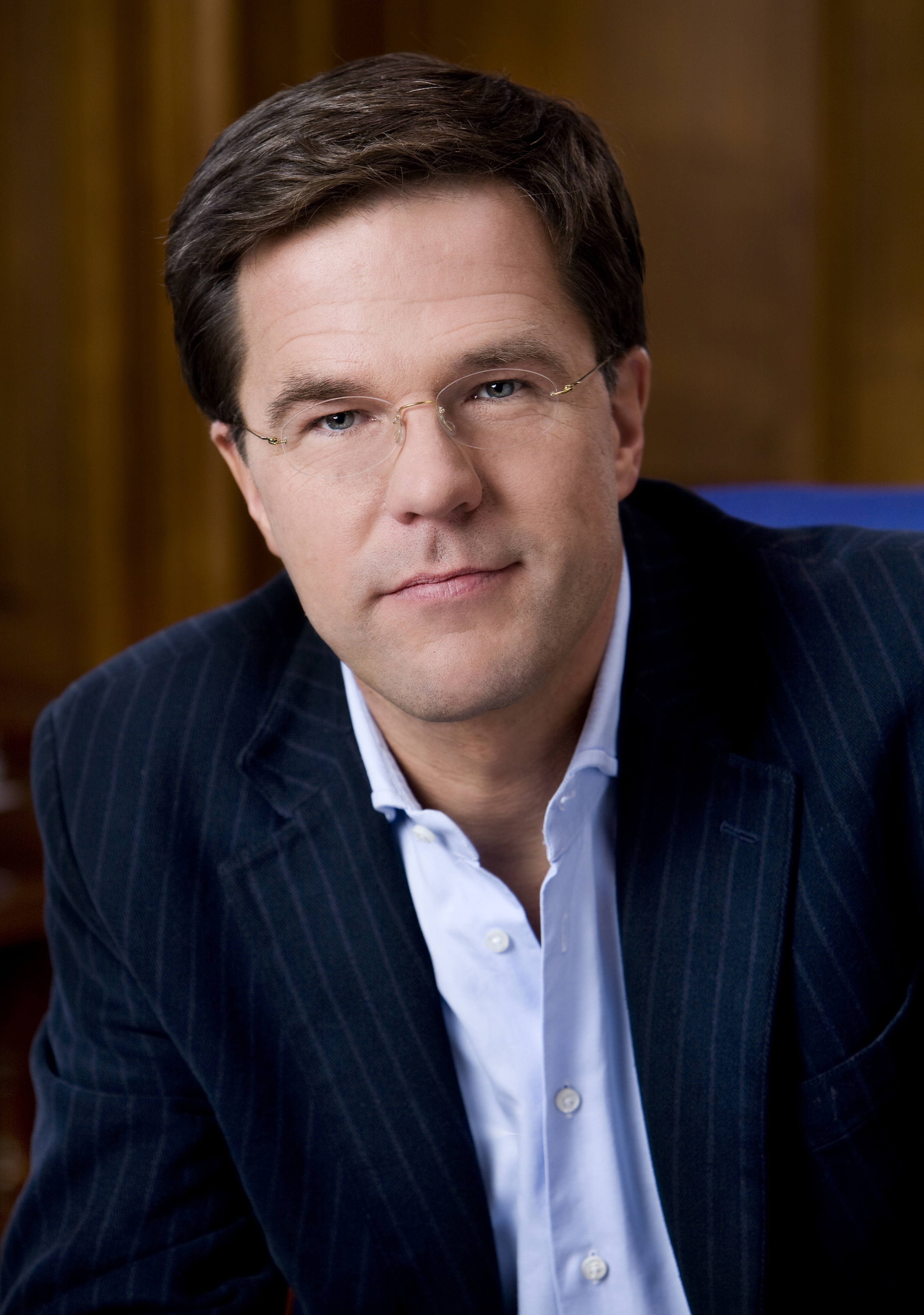
NLD 馬克·呂特
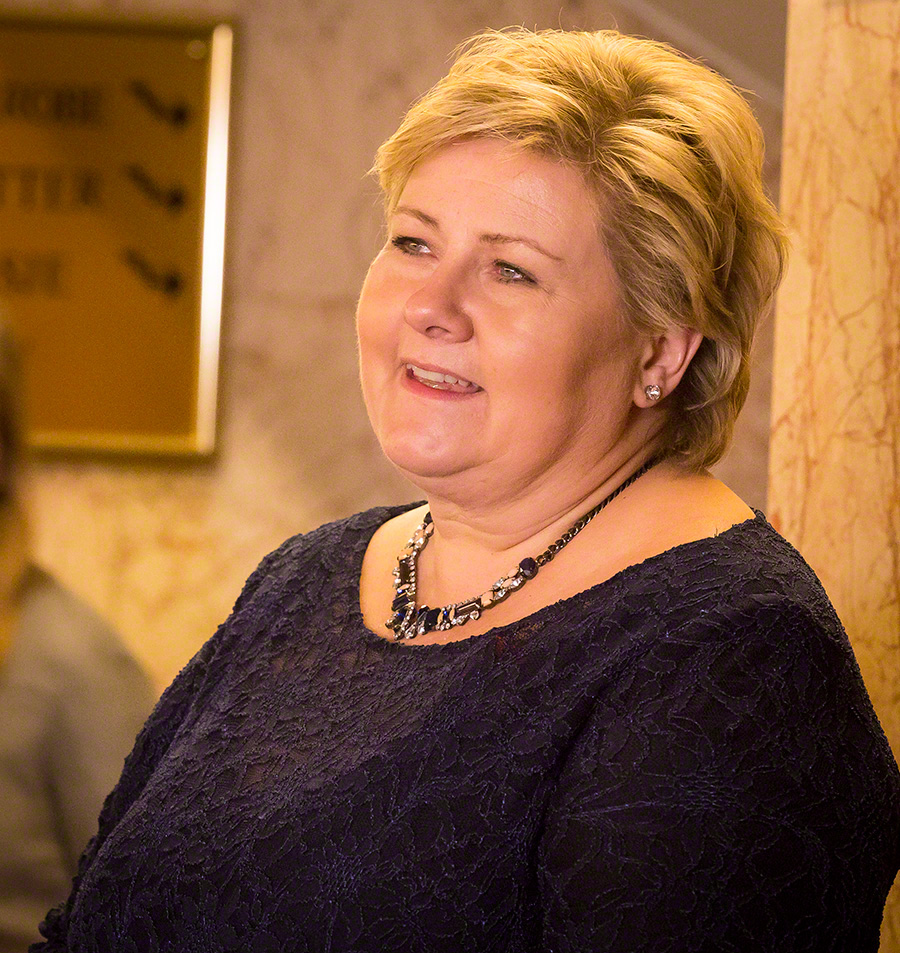
NOR 艾爾娜·索爾貝格
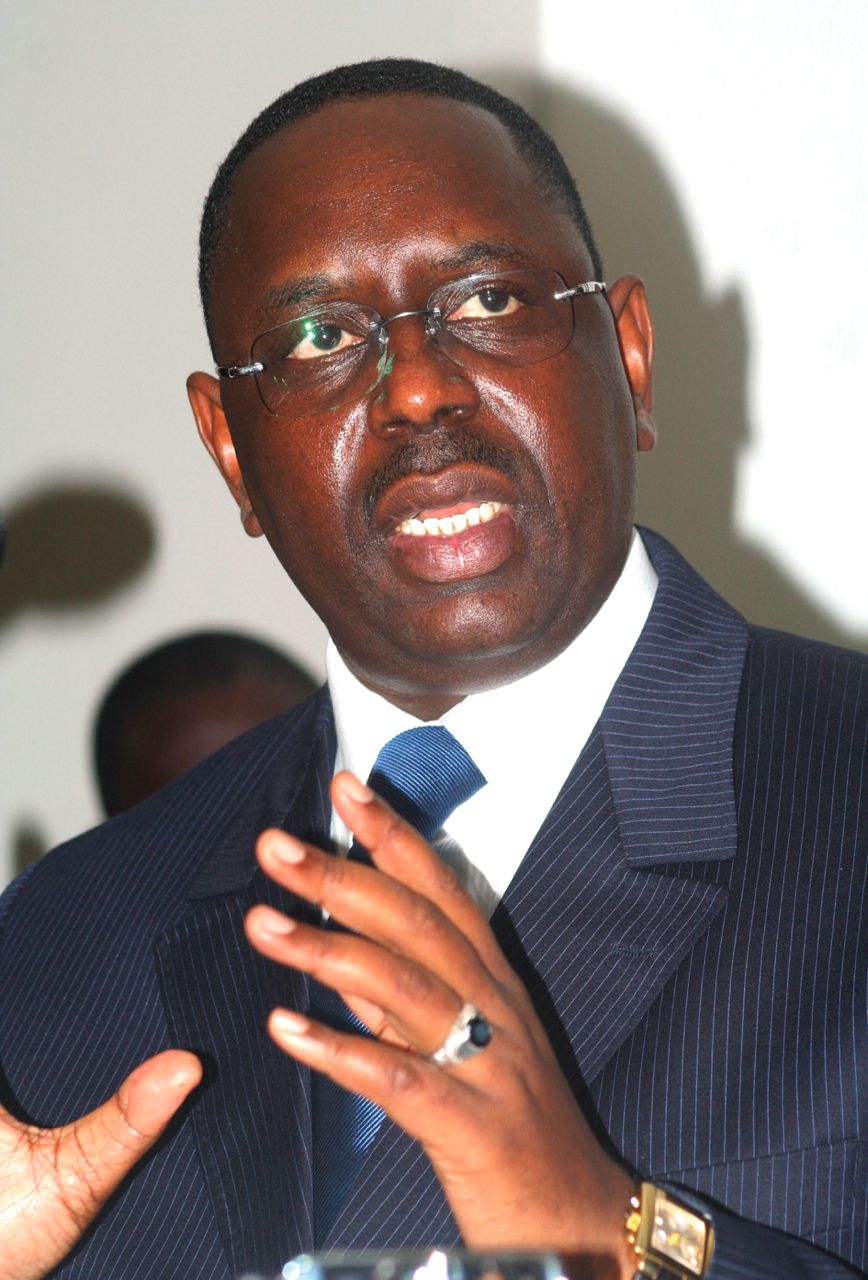
SEN 非洲发展新伙伴计划主席国麥基·薩勒
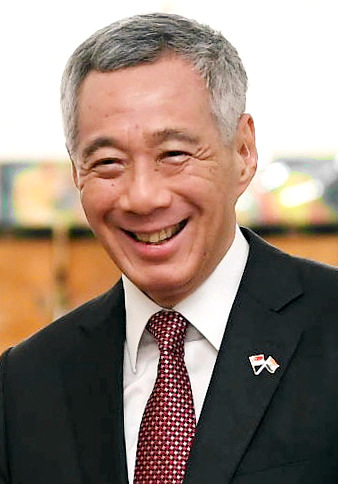
SGP 全球治理组织主席国李显龙
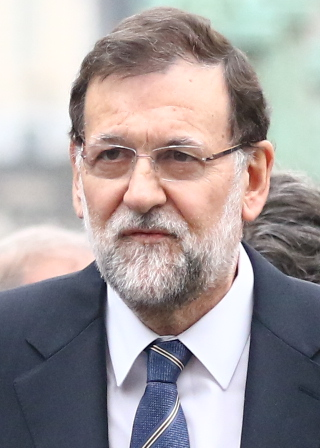
ESP (永久嘉宾国)馬里亞諾·拉荷義
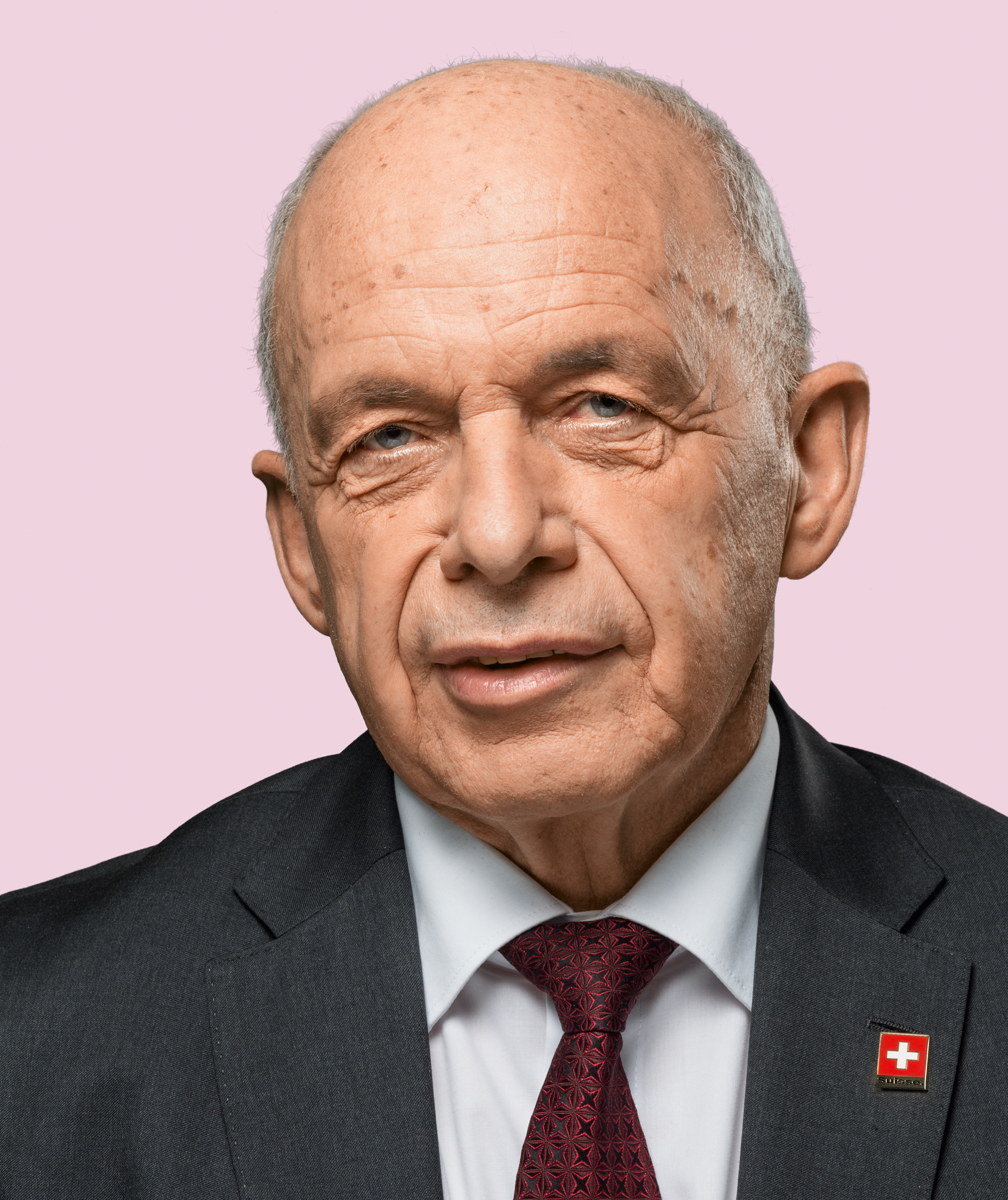
SUI 于利·毛雷爾
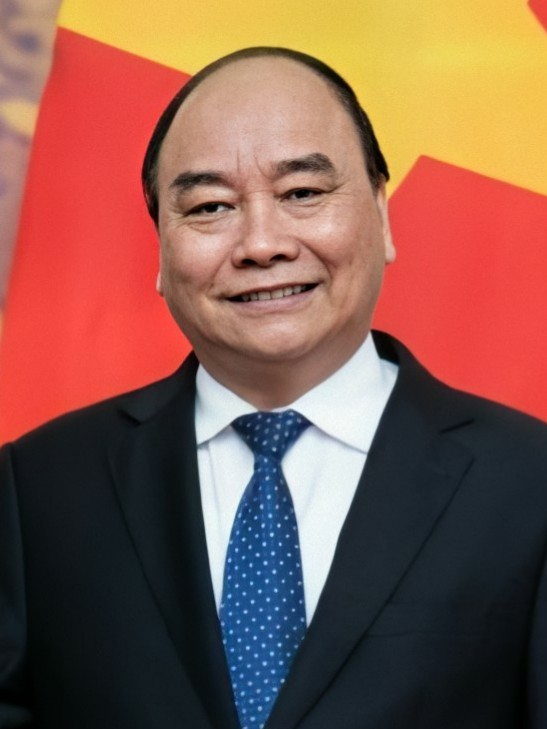
VNM 77国集团主席国阮春福

- 几内亚
非洲联盟轮值主席国阿爾法·孔戴
- 荷蘭
馬克·呂特
- 挪威
艾爾娜·索爾貝格
- 塞内加尔
非洲发展新伙伴计划主席国麥基·薩勒
- 新加坡
全球治理组织主席国李显龙
- 西班牙
(永久嘉宾国)馬里亞諾·拉荷義
- 瑞士
于利·毛雷爾
- 越南
77国集团主席国阮春福

### 國際組織

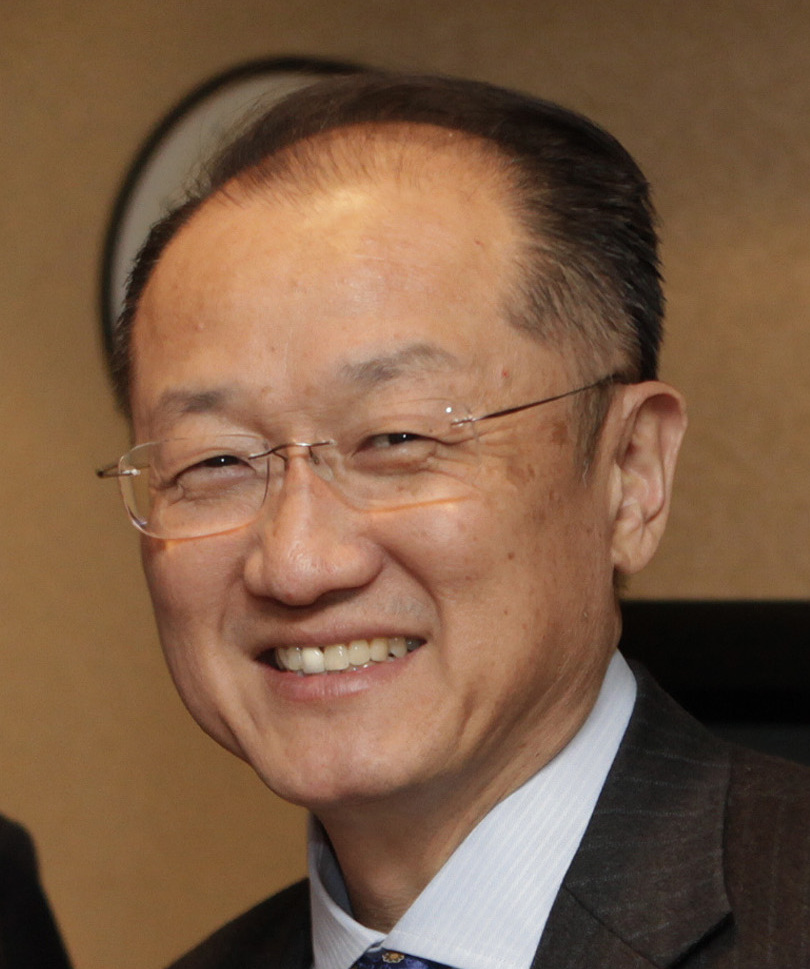
世界银行行长 金墉
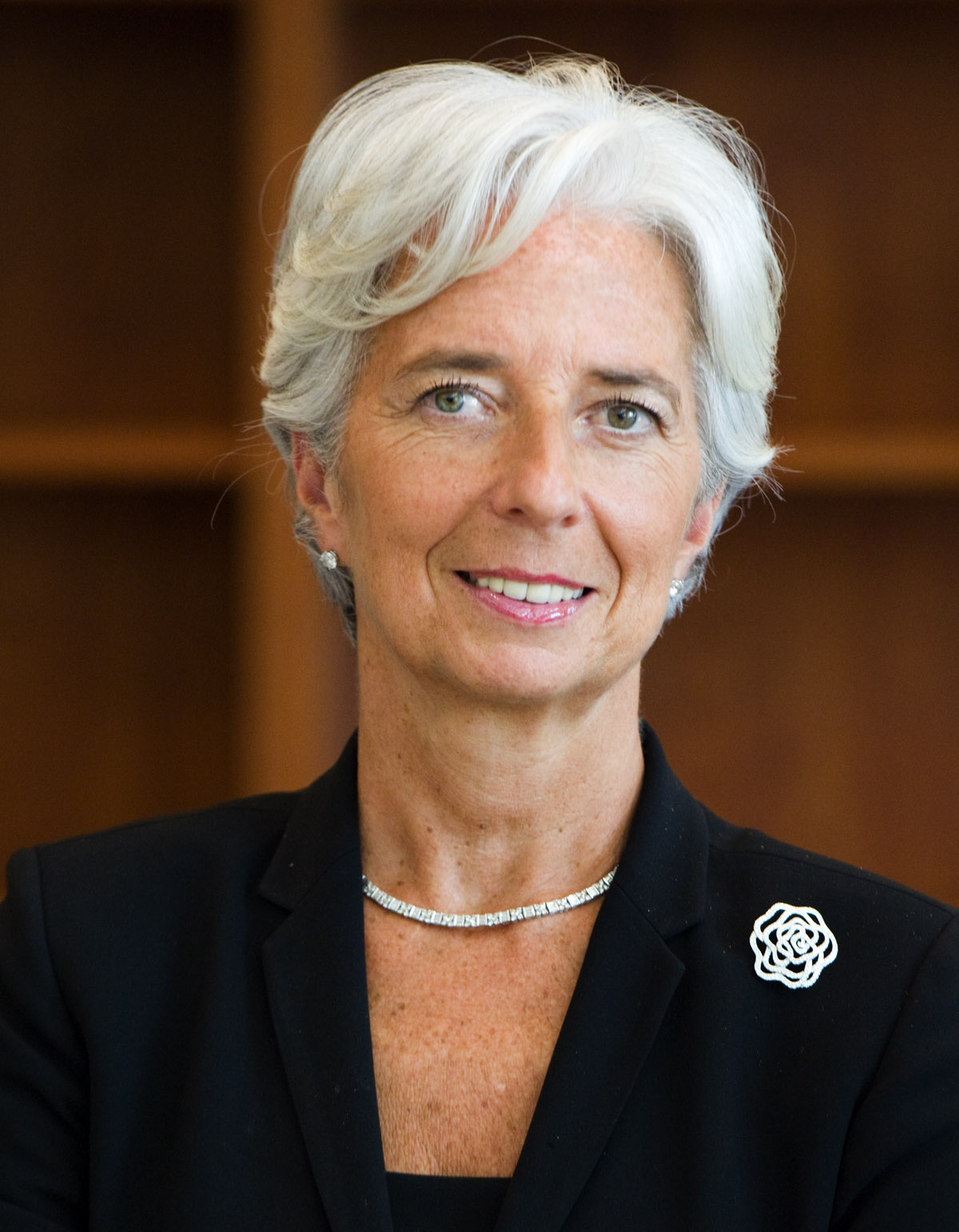
國際貨幣基金組織 (IMF)總裁 克里斯蒂娜·拉加德
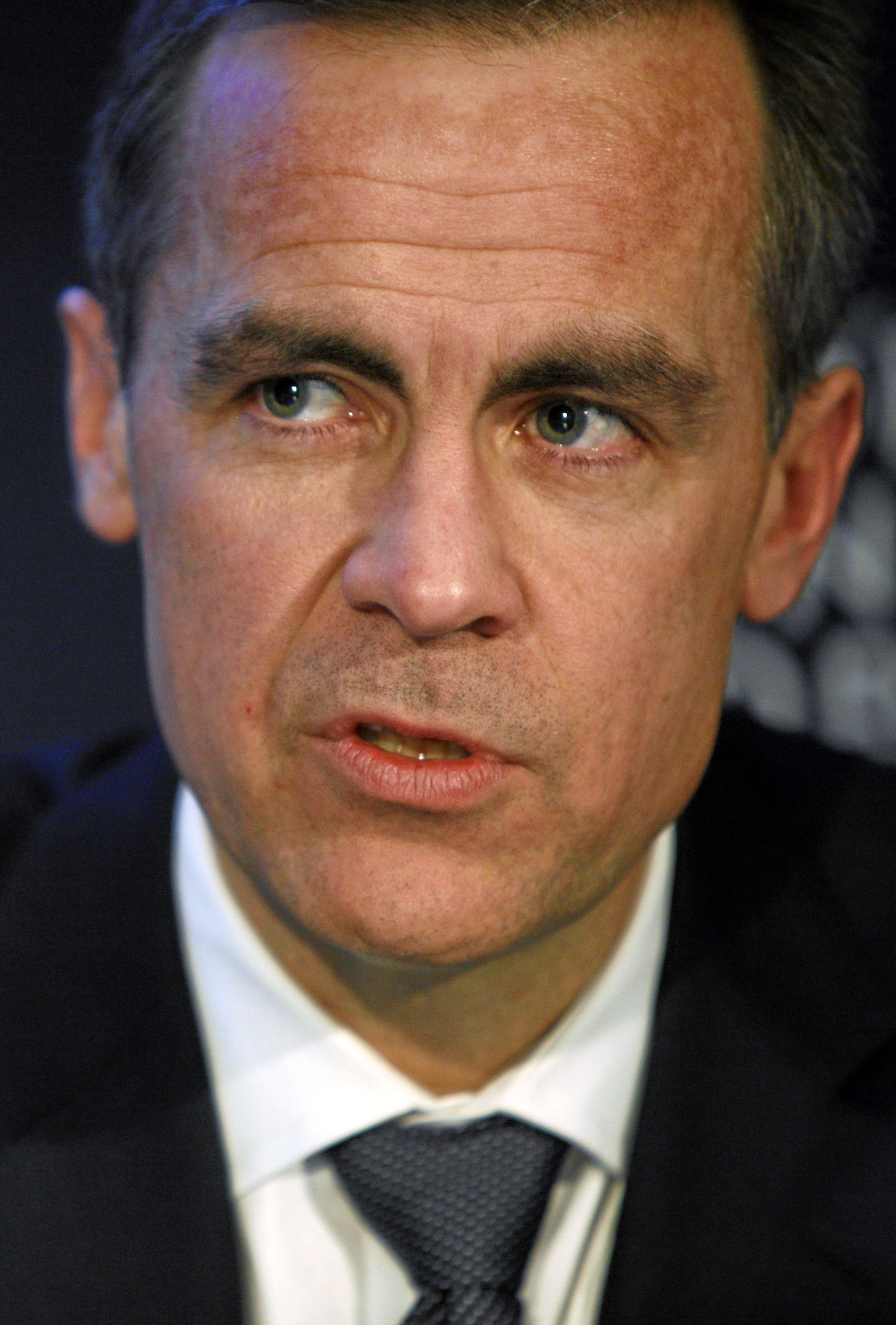
金融稳定委员会 (FSB)主席 馬克·卡尼
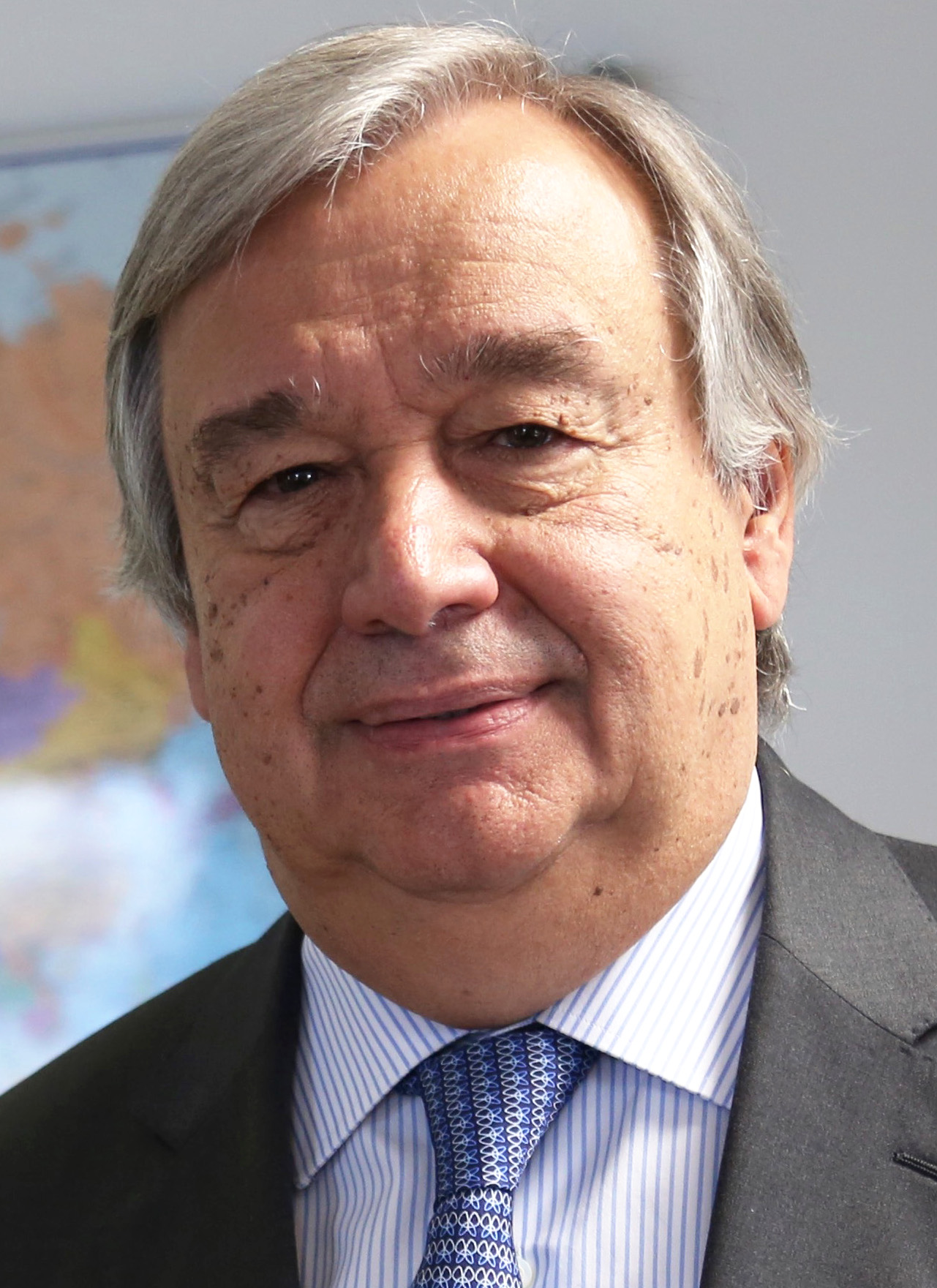
联合国秘书长 安东尼奥·古特雷斯
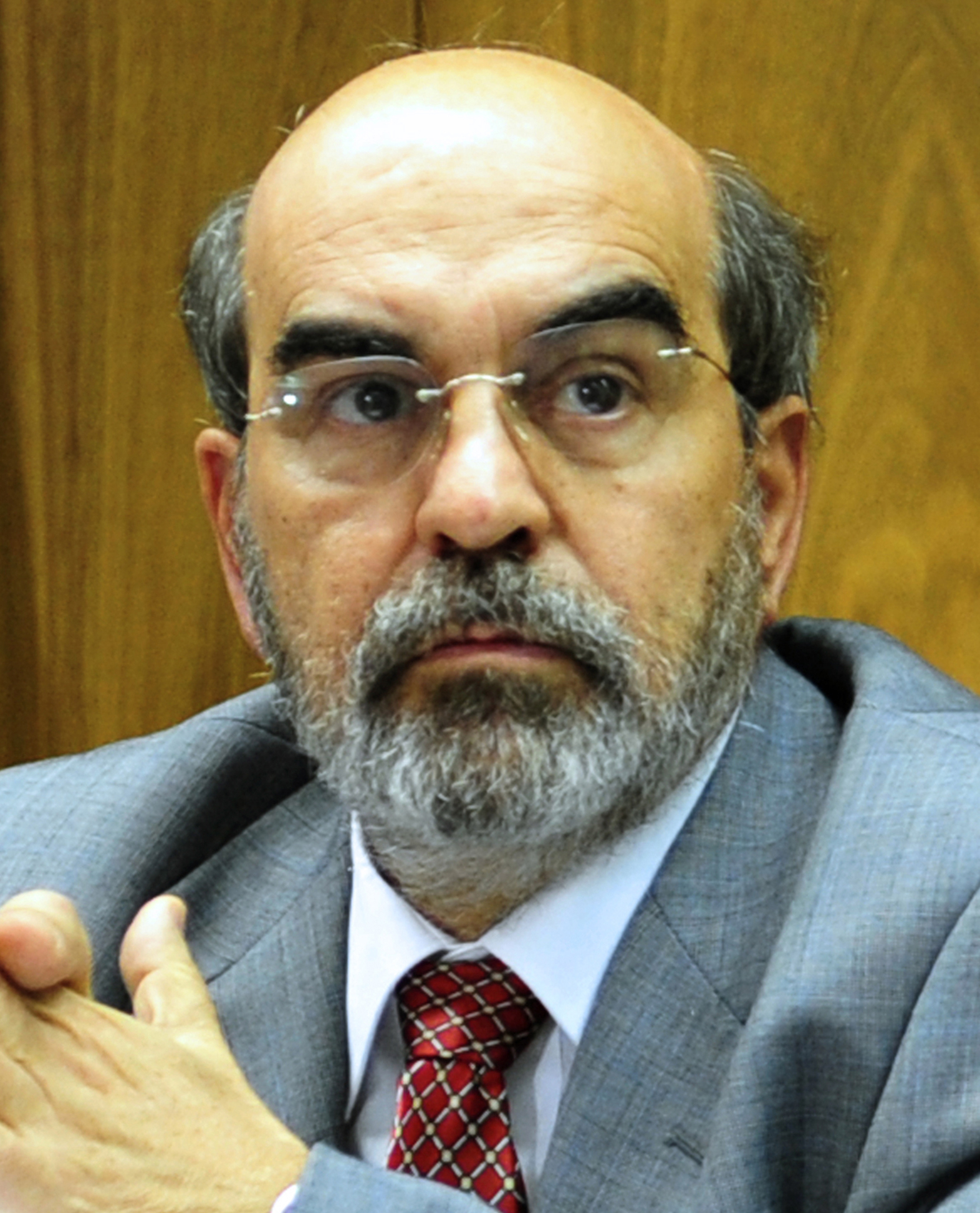
联合国粮食及农业组织 (FAO)主席 若泽·格拉齐亚诺·达席尔瓦
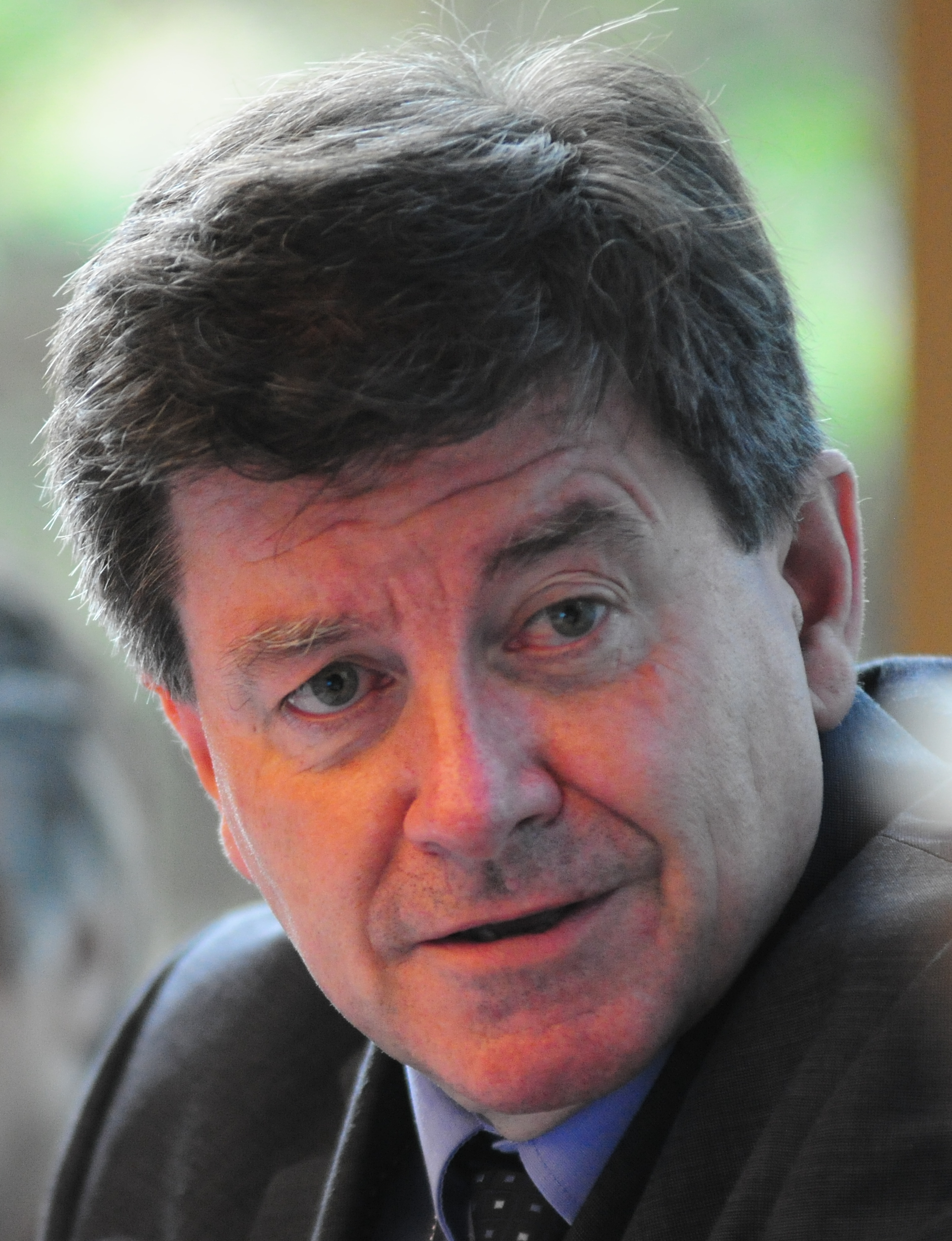
國際勞工組織 (ILO)主席 盖伊·莱德
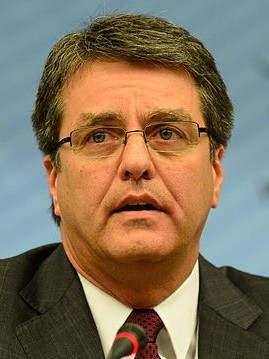
世界贸易组织 (WTO)主席 罗伯托·阿泽维多
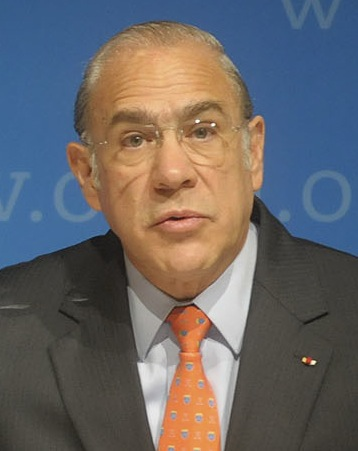
经济合作与发展组织 (OECD)秘書長 安赫尔·古里亚
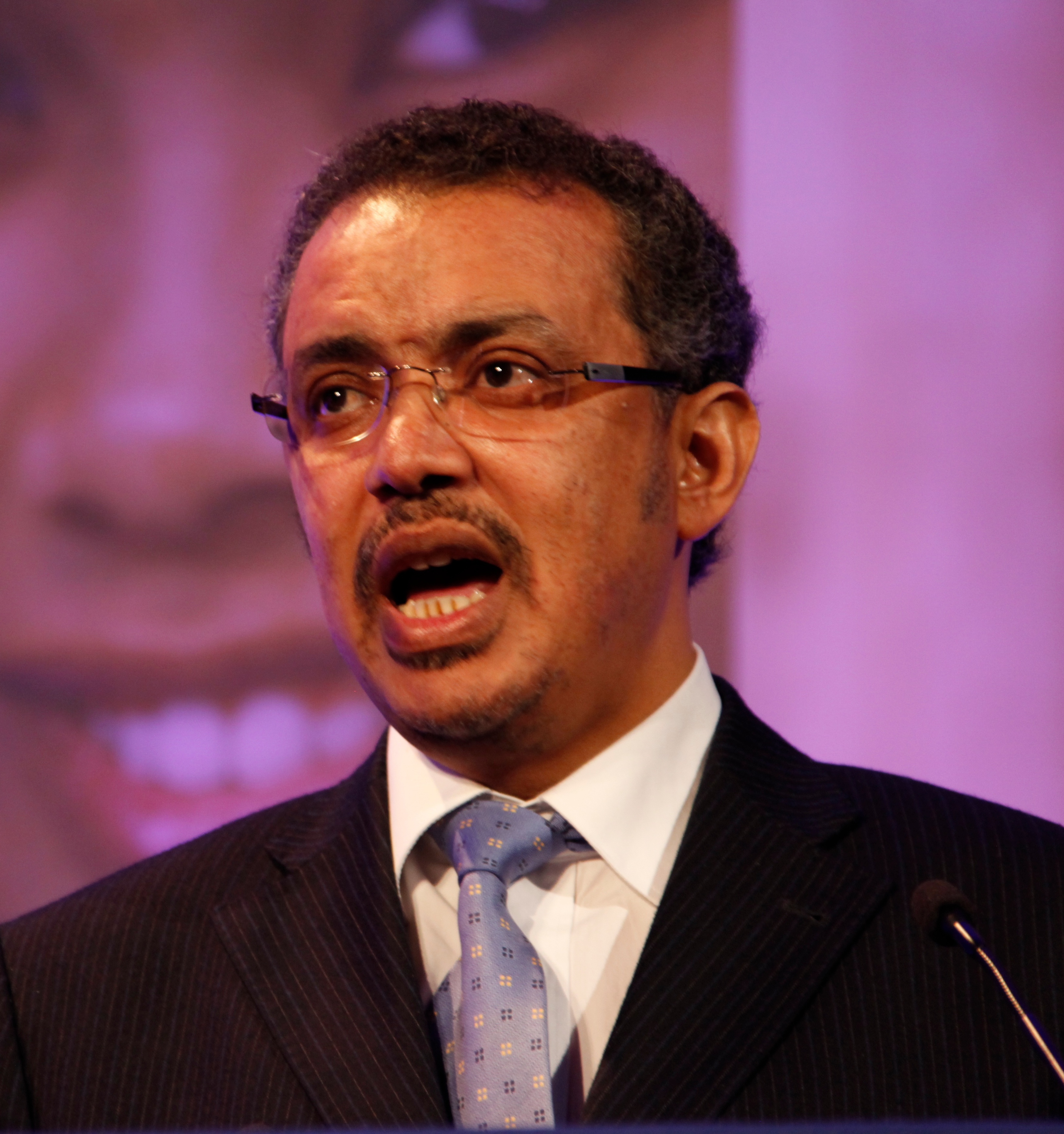
世界卫生组织 (WHO)主席 特沃德罗斯·阿达诺姆

## 议题

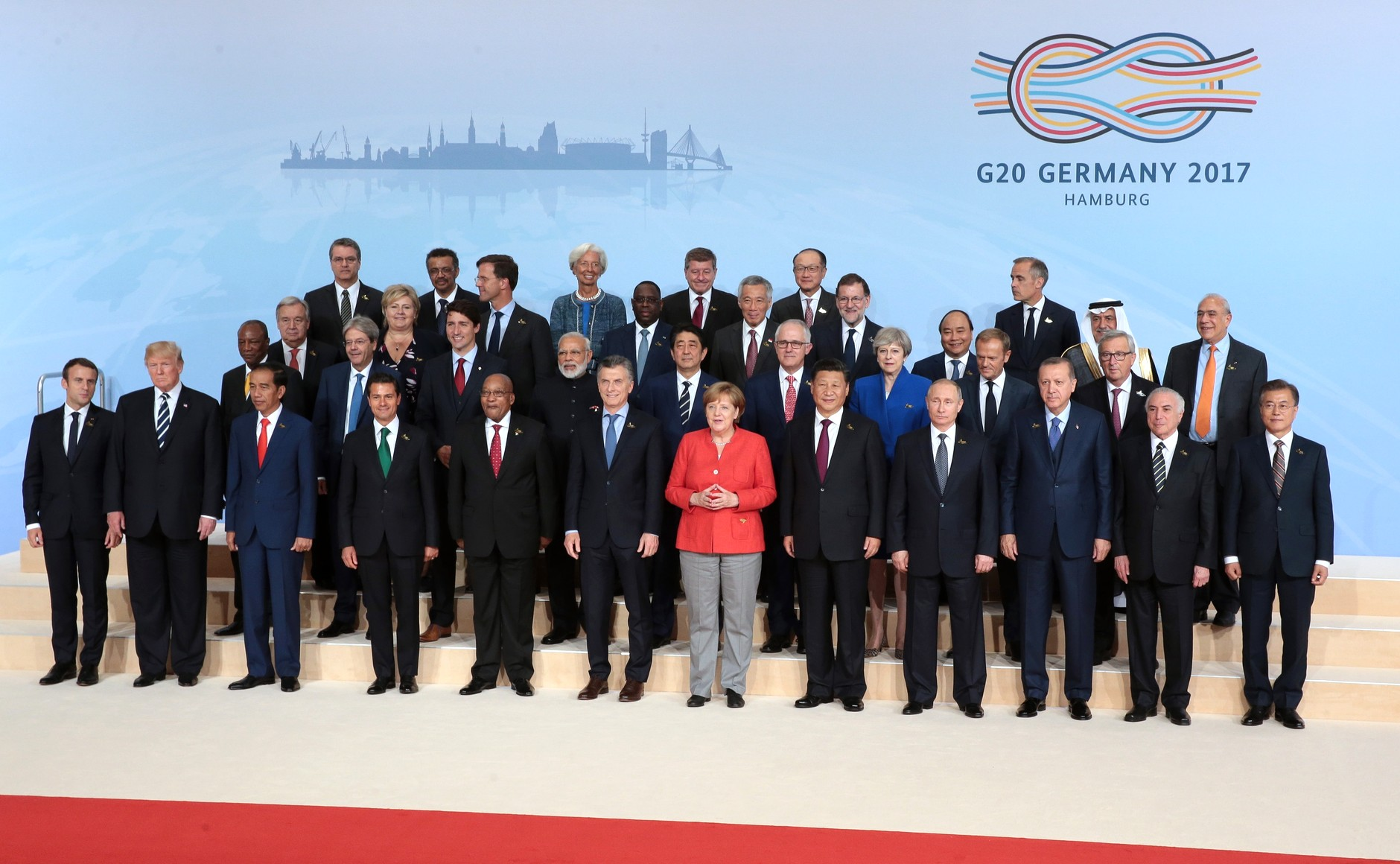
二十国集团领导人合影。

除了全球经济增长、国际贸易和金融市场监管等常见的主题，本届峰会还将侧重于“全球意义上的问题”。

## 示威

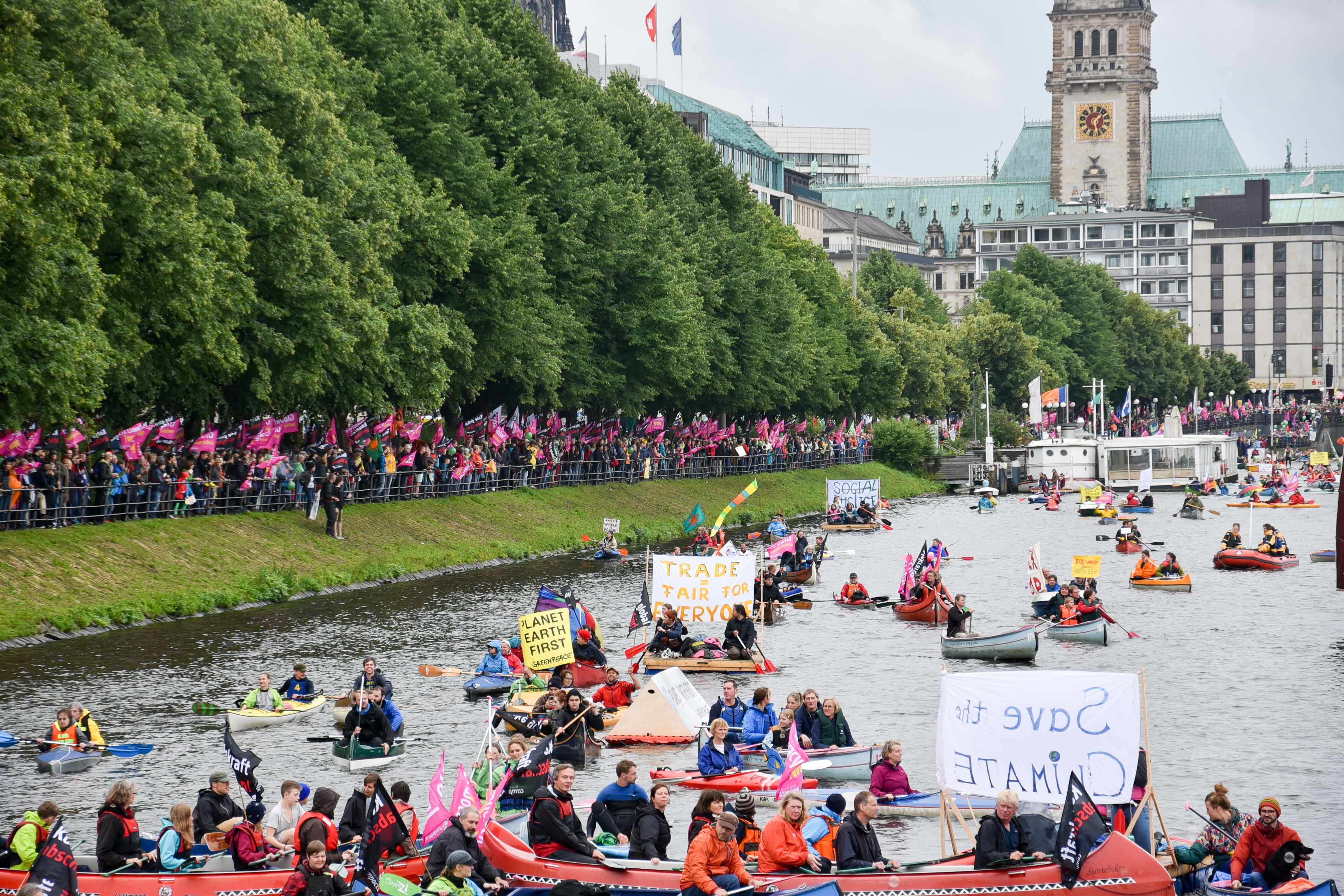
示威者在汉堡市政厅附近的内阿尔斯特湖游船和平抗议，摄于7月2日。

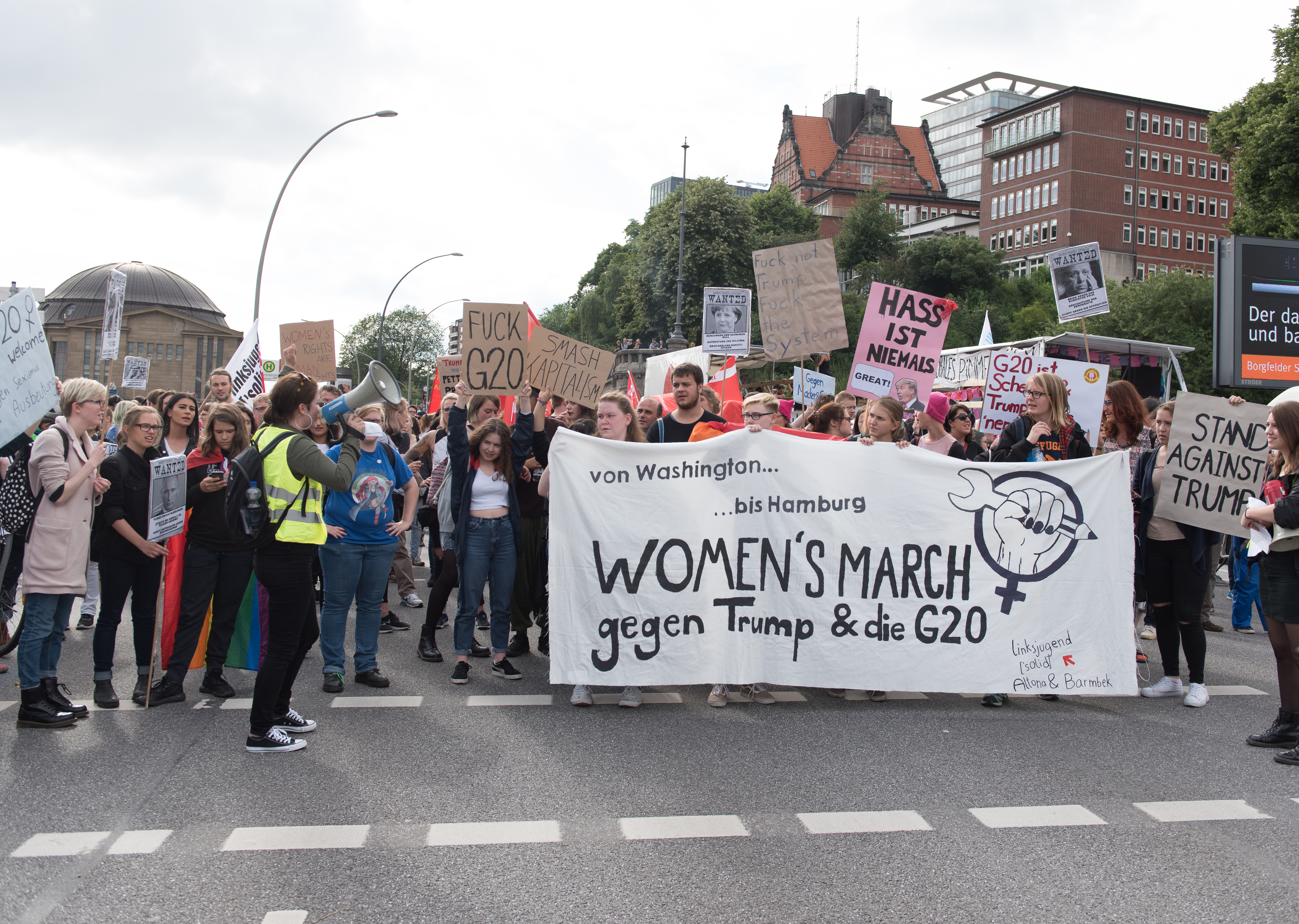
针对唐纳德·特朗普和二十国集团的和平抗议，摄于7月5日。

峰會舉行前幾週，漢堡的白沙岛等郊区时常出现零星的汽车火灾。2017年6月18日晚，柏林、汉堡、科隆、多特蒙德、莱比锡和巴特贝文森有身份不明的人士共对德国铁路路轨纵火13次。德国新闻媒体DPA引述的一位安全专家表示，“可想象”左翼极端主义行为和即将到来的二十国集团首脑会议有关联。德国内政部发言人介绍，铁路火灾是由“非常规爆炸和燃烧装置”造成的。尽管当晚气温较高（30℃），警方还是排除了天气炎热引发火灾的可能性。
6月19日，名为“关闭G20—用网络把它从汉堡赶走”（Shutdown G20 – Hamburg vom Netz nehmen!）的组织写信声称为袭击负责。
7月2日，绿色和平活动人士迫使一艘从摩尔曼斯克出发、在汉堡停靠的散货船停驶。该船装有木炭。警方介入，船只适当跟随其后，最终卸载了货物。约1000名浑身灰色的表演艺术家模仿僵尸慢慢走过街道。此举旨在引起人们意识到政治冷漠。走完路，他们脱掉灰色的衣服，露出下面五颜六色的衣服，象征着参与和清醒。
7月6日，示威者与警察爆发冲突，造成160多名警察受伤，逾75人被逮捕。示威者试图冲入峰会举办地的“红区”，被水炮驱散。部分示威者表示，他们的目标是阻断与会者前往峰会场馆的道路。以防万一，美国第一夫人梅拉尼娅·特朗普没有参加活动。7月6日晚，约1.2万名示威者在汉堡举行“反全球化和平示威游行”，队伍行进数米后便被警方制止。警方要求约1000名蒙面的极左翼反资本主义人士取下面罩。在警员试图将该“黑色集团”与示威集会分开时，局面激化，“黑色集团”向警方投掷瓶子及石块，警方随即发射水炮及催泪弹驱散群众。7月6日夜间，示威者在汉堡的珊泽区打砸商店、焚烧汽车和自制的路障，酿成严重骚乱。7月7日，汉堡警方发言人称，在7月6日骚乱之夜，和示威者冲突的警员受伤人数升至159人（7月7日晚些时候的消息称已达197人），另有70名示威者受伤，45名示威者被捕，骚乱导致大量财产被破坏，其中有汽车、商店、汉堡阿尔托纳区行政法院等。7月6日，美国纽约市市长白思豪启程飞赴汉堡参加当地的“左翼游行”。
7月7日，示威者纵火焚烧停放的车辆，夜间Sternschanze地区有商店遭破坏或掠夺。约60名蒙面示威者制造了骚乱，他们点燃街头车辆，砸破沿街的窗户，并对警方直升机发射信号弹，还袭击了一所警察局。在骚乱中，加拿大代表团车辆轮胎被割破，蒙古国驻汉堡领事馆窗户被砸破。示威者分成小队阻挡交通，企图阻止二十国集团领导人抵达峰会会场。警方在汉堡多处设路障，并出动水炮车驱逐示威者。在距会场安检点仅百米处静坐的示威者被警方直接抬走。蒙面示威者失控长达三个小时。汉堡当地居民认为当局在人口聚集地区举办峰会是个错误。由于示威，汉堡警方不准美国总统夫人梅拉尼娅离开汉堡参议员酒店，同样被警方劝留在室内的还有其他领袖配偶如英国首相丈夫菲利普、法国总统夫人布丽吉特等。
7月8日的抗议冲突是汉堡数十年来最严重的骚乱。示威者焚烧障碍物，洗劫商店，并向警察投掷石块，汉堡市中心火光冲天。警察为维持秩序逮捕了大批示威者，双方发生激烈对峙。7月8日骚乱的严重程度超乎德国许多人想象，德国司法部长马斯表示今后绝不会再在任何一个德国大城市举办类似性质的峰会。
据警方公布的数据，在连续多天的骚乱中，共476名警察受伤，186人被逮捕，225人被短时羁押，数十辆汽车被烧毁，经济损失数百万欧元。7月9日，德国联邦总统施泰因迈尔和汉堡市长肖尔茨看望了汉堡当地居民，并承诺对受损居民提供帮助及赔偿。